# Felsendom

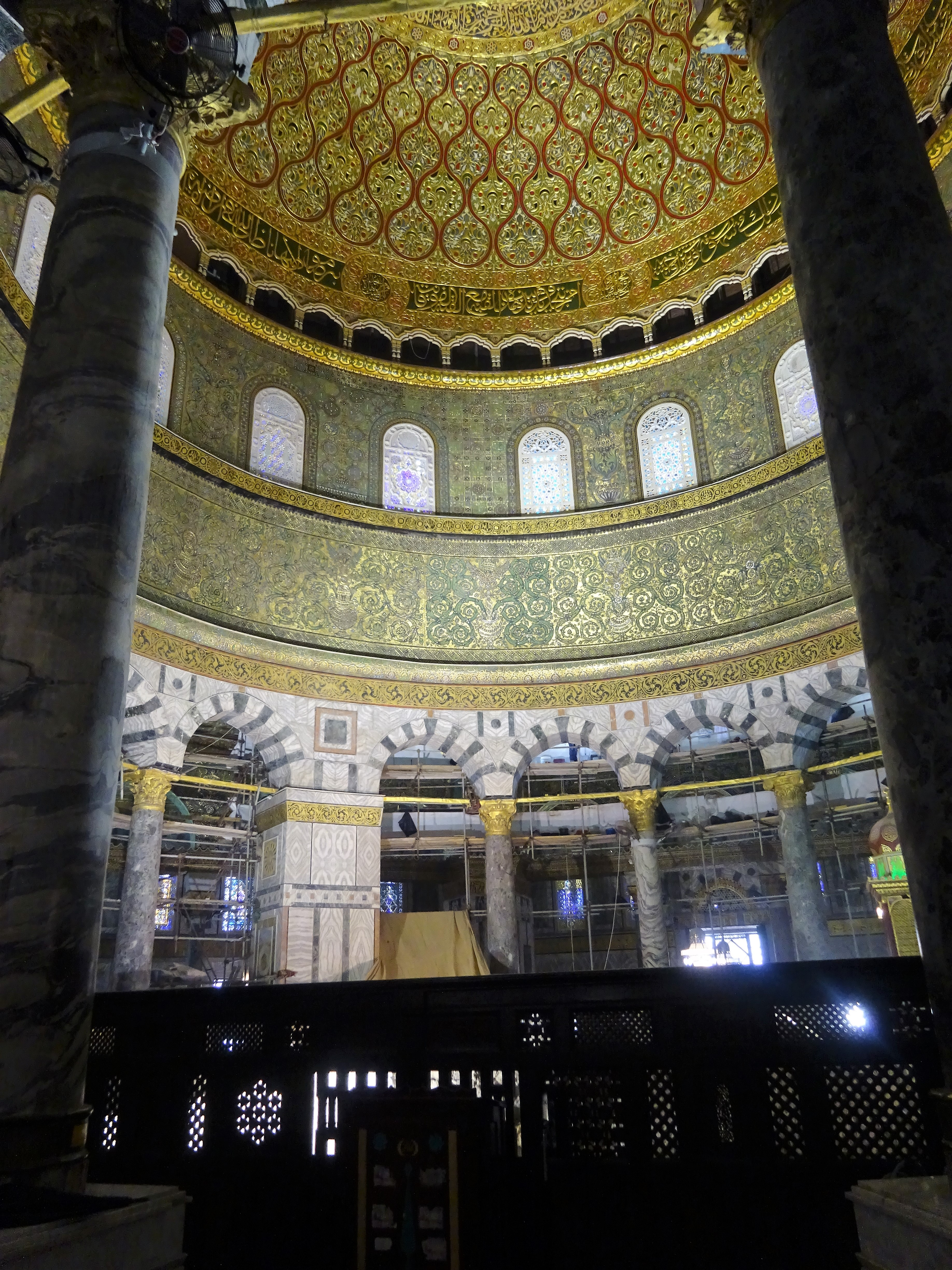
Innenansicht (2018)

Der Felsendom (arabisch قبة الصخرة qubbat as-sachra, DMG qubbatu ʾṣ-ṣaḫra; hebräisch כיפת הסלע Kippat ha-Sela) in Jerusalem ist der älteste monumentale Sakralbau des Islams und eines der islamischen Hauptheiligtümer. Er steht auf dem Tempelberg im südöstlichen Teil der Jerusalemer Altstadt. Er wurde nach gegenwärtigem Forschungsstand zwischen 687 und 691 errichtet und im Lauf der Jahrhunderte vielfach restauriert, verändert und umfassend ergänzt, zuletzt Anfang der 1990er Jahre.
Die Bezeichnung „Felsendom“ leitet sich ab von der Gestalt des Bauwerks (Dom im Sinne von Kuppel) und dem im Zentrum des Baus stehenden Felsen. Dieser Felsen heißt im Hebräischen אבן השתייה (Even ha-Shetiyya), der Gründungsfels. Nach volkstümlicher jüdischer Tradition sei darauf die Welt gegründet worden, deren Mittelpunkt im Jerusalemer Tempel der Stein bildete. An dieser Stelle habe Abraham seinen Sohn Isaak opfern wollen (Bindung Isaaks), und hier habe sich die Bundeslade befunden. Im Tanach jedoch wird in der Geschichte von der Bindung Isaaks (Gen 22 ) keine Beziehung zu früheren oder späteren Bedeutungen der Opferstätte angegeben. Der spätere Tempelberg wiederum wurde zum heiligen Ort der Israeliten mit einem Altar zur Beendigung der Pest erst, nachdem ihn König David dem Jebusiter Arawna abgekauft hatte. (2 Sam 24,15 )
Nach der islamischen Tradition soll Mohammed von diesem Felsen aus die Himmelfahrt und seine Begegnung mit den früheren Propheten des Islams, darunter Jesus, angetreten haben. Die islamische Tradition und Koranexegese, nach der nicht Isaak, sondern Ismael geopfert werden sollte, bringen den Felsen mit Abrahams Opfer nicht in Zusammenhang.
Der Felsendom ist ein Meisterwerk der islamischen Baukunst des frühen Umayyadenstils und übernimmt den frühchristlich-byzantinischen Zentralbautyp.
Der Bau mit einer ursprünglich in Holzkonstruktion errichteten Kuppel (gegenwärtige innere Höhe 11,5 m, Durchmesser 20,40 m) wurde über einem offenliegenden Felsen (arabisch sachra) errichtet. In der archäologischen Forschung ist umstritten, in welchem Verhältnis dieser Felsen zu vorigen Tempelbauten aus biblischen Zeiten steht. Vielfach wird vermutet, dass sich das Allerheiligste oder der Brandopferaltar des antiken Jerusalemer Heiligtums auf dem Fels befand.
Der Felsendom wurde ursprünglich – und wird auch heute – nicht als Moschee, sondern als ein Schrein beziehungsweise eine Kuppel (قبّة qubba ‚Kuppel‘) verstanden.

## Das Bauwerk
Die Grundmauern sind aus unregelmäßigem Naturstein in mörtelloser Bauweise ausgeführt. Als Material ist wahrscheinlich Granodiorit, ein granitähnliches Material, eingesetzt worden. Die Fundamente sind aus Betonquadern, die ebenfalls unregelmäßig dimensioniert sind. Das Flachdach hat eine versteckte Innenentwässerung etwa einen halben Meter unter dem oberen Abschluss der Mauern. Die Mauern sind etwa 7–8 Meter hoch. Über dem Flachdach befindet sich ein 5–6 Meter hoher Tambour, dessen Grundfläche etwa ein Drittel der Gesamtfläche des Gebäudes beträgt, mit einem Kuppeldach aus vergoldetem Blech. Ab etwa drei Metern Höhe sind alle Mauern mit orientalischen Motiven auf blauen Fliesen geschmückt. Das gesamte Gebäude ist rundum mit je sieben Rundbögen je Achteck-Seite ausgestattet. Diese sind ausgemauert und ebenfalls mit blauen Fliesenornamenten versehen. Die Gesamtanlage ist ursprünglich als ein oktogonales Ambulatorium konzipiert.

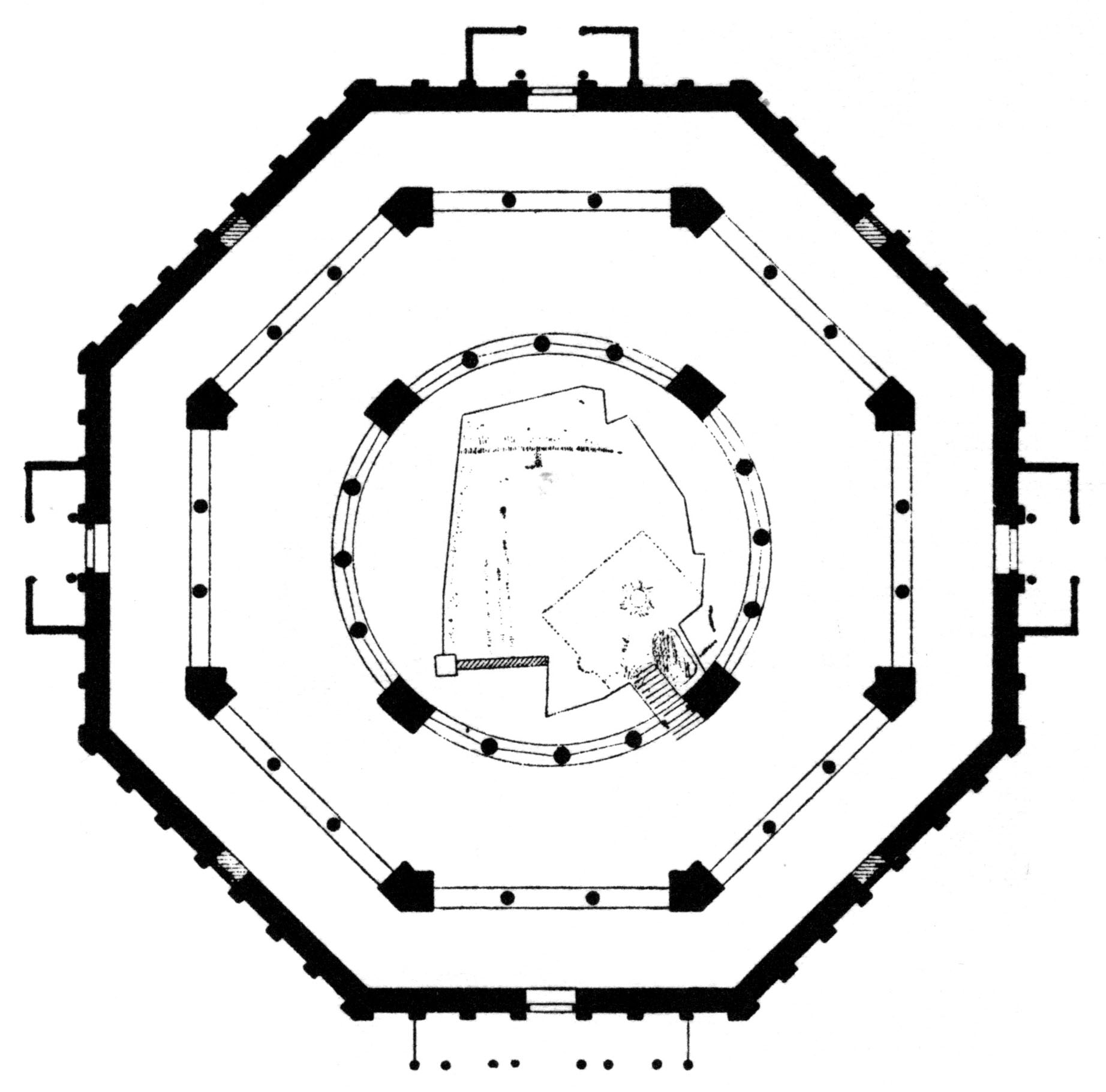
Grundriss

Der achteckige Grundriss ist in einen Kreis mit knapp 55 Metern Durchmesser eingepasst. Der innerste Säulenkreis hat einen Durchmesser von 20,37 Metern und ist geringfügig gegen das äußere Oktogonal verdreht. Der Dom hat vier Eingänge, die in Richtung der vier Himmelsrichtungen angeordnet sind. Das südliche Tor wird durch einen Portikus hervorgehoben und gilt als Haupteingang.
Die Kuppel besaß bis 1962 ein schwarzes Bleidach. Während der umfangreichen Renovierung zwischen 1959 und 1962 erhielt sie mit Blattgold behämmerte Aluminiumbronzeplatten. 1993 ließ König Hussein diese durch gold-galvanisierte Platten ersetzen. Insgesamt 40 Pfeiler und Säulen stützen die Kuppel. Die Säulen sind im Achteck angeordnet und dienen somit auch als Abgrenzung von zwei achteckigen Wandelgängen.
In der Nähe des Felsendoms – ebenfalls auf dem Tempelberg – befindet sich die al-Aqsa-Moschee, die ebenfalls unter den Umayyaden errichtet wurde. Die irrtümlich verwendete Bezeichnung „Umar-Moschee“ geht auf Überlieferungen zurück, deren Authentizität fraglich ist. Danach soll der zweite Kalif ʿUmar ibn al-Chattāb nach der muslimischen Eroberung Jerusalems am Palmsonntag, dem 2. April 635, auf dem Tempelberg (oder am Mihrab Davids, heute als der Turm Davids am Jaffa-Tor bekannt) gebetet haben. Weiteren Berichten zufolge, deren Authentizität ebenfalls fraglich ist, sollen der Kalif und der christliche Patriarch Sophronius von Jerusalem († gegen 638) den Tempelberg gemeinsam von Abfall und Trümmerschutt befreit haben.

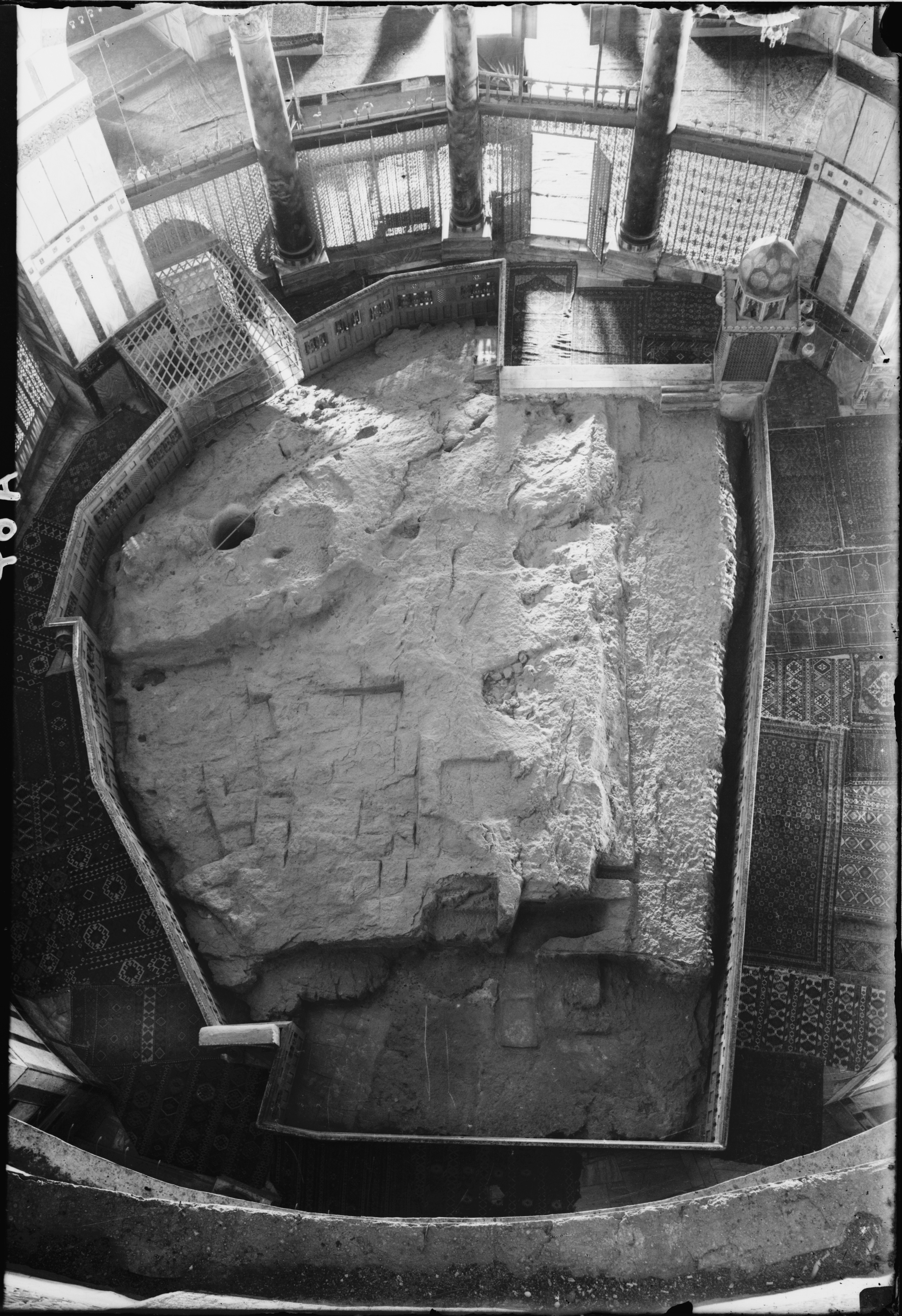
Fels im Innern des Felsendoms
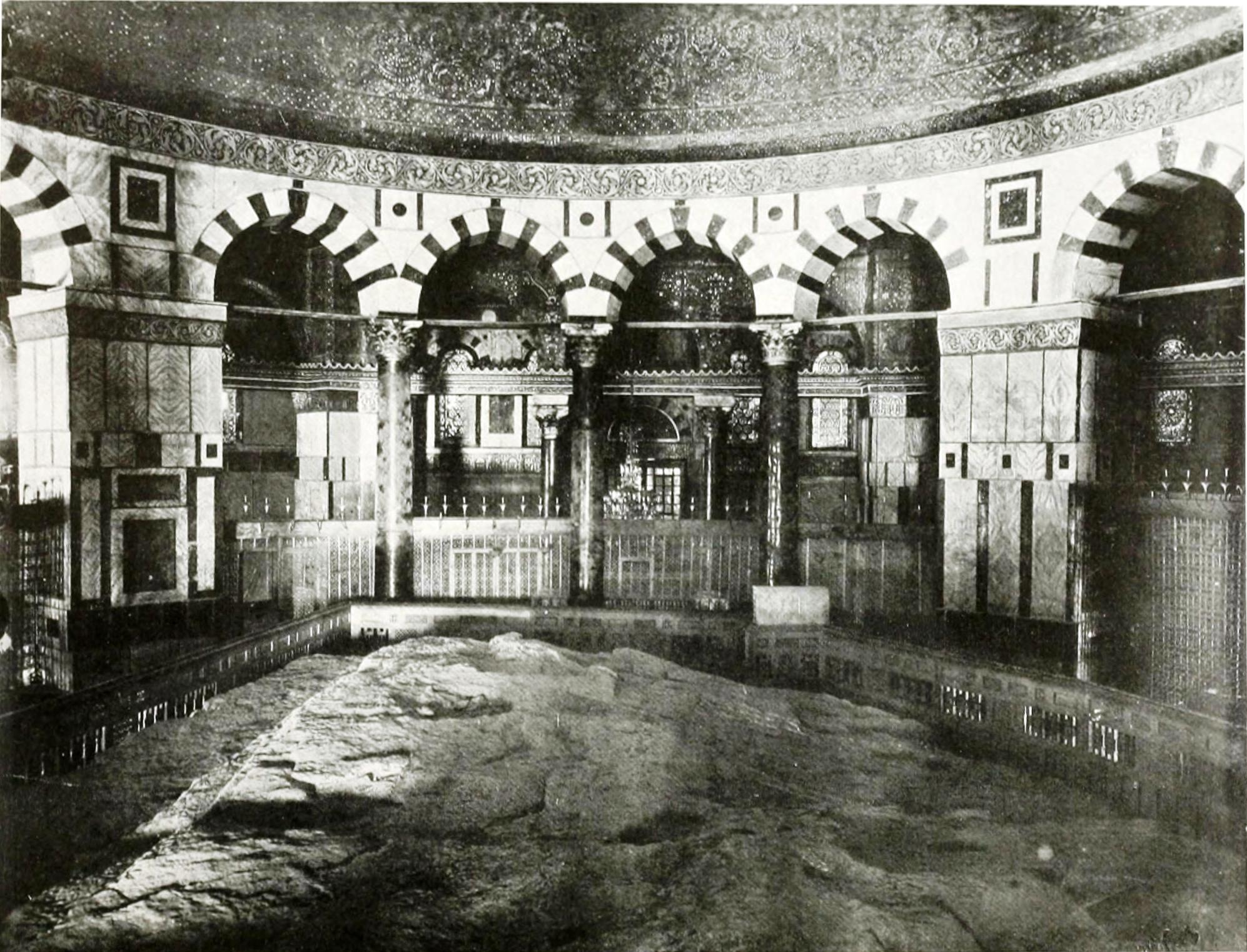
Fels im Innern des Felsendoms, Maison Bonfils, zweite Hälfte 19. Jahrhundert
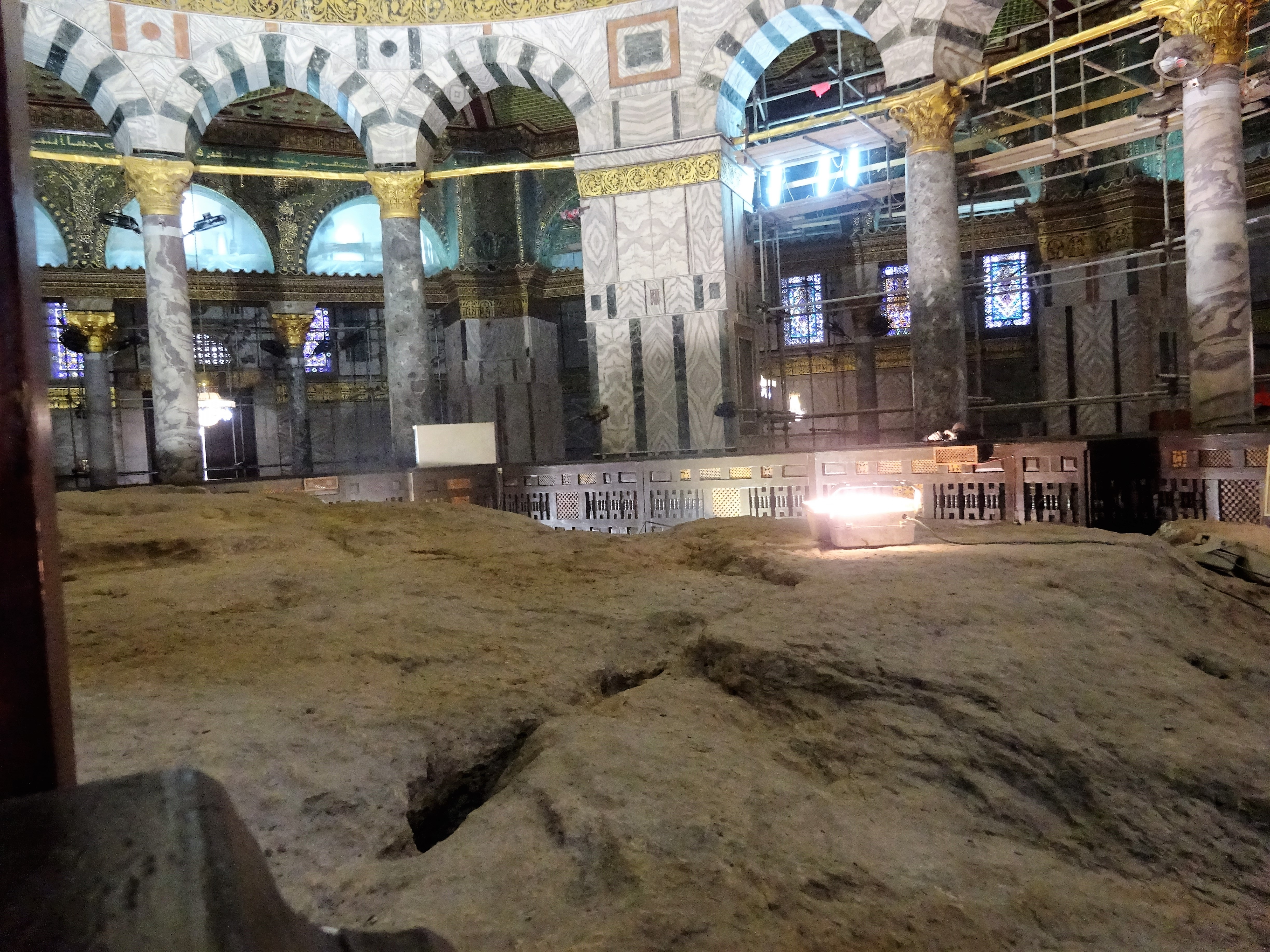
Fels im Innern des Felsendoms, 2018

## Die Quellenlage
In der Forschung hat man wiederholt darauf hingewiesen, dass die islamische Überlieferung – Universalgeschichte, Lokal- und Stadtgeschichte – keine zeitgenössischen Berichte über die Bauarbeiten des Felsendoms enthält. Geschichtsschreiber der abbasidischen Zeit behandeln in ihren Werken zwar die Regierungszeit von ʿAbd al-Malik ibn Marwān (regierte 685–705) ausführlich, erwähnen allerdings den von ihm angeordneten Bau in Jerusalem nicht.
Eine genauere Beschreibung der Anfänge der Baugeschichte ist erstmals im Faḍāʾil bait al-muqaddas (Die Vorzüge von Jerusalem) des Geschichtsschreibers und Predigers Abū Bakr al-Wāsiṭī überliefert, der sein Werk in seinem Haus in Jerusalem im Jahre 1019 im Kreis einiger seiner Schüler vorlas. Der Verfasser stützt sich auf authentische Berichte lokaler Überlieferer und auf Informationen von zwei Personen, die der Kalif ʿAbd al-Malik mit der Bauleitung vor Ort beauftragt hatte: von Raǧāʾ ibn Ḥaywa, einem in seiner Zeit bekannten Traditionarier und Rechtsgelehrten, und von Yazīd ibn Salām, einem Schutzbefohlenen des Kalifen. Diesem Bericht zufolge sollte der Bau zunächst praktischen Zwecken dienen, „die Muslime vor Hitze, Kälte und Schnee zu schützen“.
Der Bericht bei al-Wāsiṭī hat auch für spätere Schriften über die Vorzüge Jerusalems und des Felsendoms als Vorlage gedient. Überraschenderweise wird aber weder bei al-Wāsiṭī noch in den späteren Werken die aus Koranversen zusammengesetzte Friesinschrift erwähnt. Die sorgfältige Auswahl der Koranverse, die ausschließlich gegen das christliche Gottesbild gerichtet sind (Es steht Gott nicht an, sich irgendein Kind zuzulegen; 19:35), muss aber ein Kenner des Korans, ein Theologe getroffen haben. Da Raǧāʾ ibn Ḥaywa, geboren in Baisān – heute Bet Sche’an – (gest. 738), eine bekannte Persönlichkeit des Gelehrtenlebens in Syrien und Palästina war – seiner Biographie widmet Ibn ʿAsākir in seiner Gelehrtenbiographie von Damaskus 20 Seiten – und im Auftrag des Kalifen alle Bauphasen zu überwachten hatte, wird heute angenommen, dass er der Urheber der Zusammenstellung der Koranzitate gewesen sein könnte. Er galt als bekannte Autorität bei der Überlieferung zeitgenössischer Traditionen, die die Rolle des Kalifen ʿAbd al-Malik bei dem Wiederaufbau des Tempels von Jerusalem (haikal bait al-maqdis) hervorheben. Er soll den Felsen umsäumt und mit Tüchern bedeckt haben. Zwar werden die engen Kontakte des Gelehrten Raǧāʾ ibn Ḥaywa zum Kalifen und seinen Nachfolgern von den Gelehrtenbiographen hervorgehoben, über seine Aktivitäten am Bau des Felsendoms berichten sie jedoch nicht.
Eine weitere wichtige Quelle für die Entstehung und Beschreibung des Felsendoms ist das Faḍāʾil bait al-maqdis wa-l-Ḫalīl wa-faḍāʾil aš-Šāʾm (Die Vorzüge Jerusalems und Hebrons und die Vorzüge Syriens), verfasst von dem nur durch dieses Werk bekannten Abū l-Maʿālī, Ibn al-Muraǧǧā zwischen 1030 und 1040. Er hat zahlreiche Traditionen über die Vorzüge Jerusalems gesammelt und in seinem Werk verarbeitet. Die Baugeschichte des Felsendoms beschreibt er in einem ihr gewidmeten Kapitel in fast wörtlicher Übereinstimmung mit al-Wāsiṭī, allerdings nach anderen Quellen; die zeitgenössischen Berichterstatter sind aber auch hier die oben genannten Schlüsselfiguren: der Gelehrte Raǧāʾ ibn Ḥaywa und der Schutzbefohlene des Kalifen Yazīd ibn Salām. Baubeschreibungen, Zeichnungen über die Bauarbeiten liegen im islamischen Schrifttum nicht vor. (Siehe unten: der Felsendom in der Lokalgeschichte)
Während die oben genannten Autoren sich überwiegend auf ältere, schriftlich oder mündlich überlieferte Quellen berufen, beschreibt der persische Reisende Nāsir-i Chusrau (gest. zwischen 1072 und 1078), der Jerusalem im Jahre 1047 besuchte, den Tempelberg und den Felsendom anhand eigener Aufzeichnungen. Somit gewinnt sein Bericht als historische Dokumentation aus dem frühen 11. Jahrhundert im Vergleich zu den von seinen Zeitgenossen gesammelten, z. T. legendenhaften Nachrichten an Bedeutung.
Wichtige Informationen über den Felsendom und seine Umgebung in der Zeit der Ayyubiden enthält der Reisebericht von Abū l-Ḥasan al-Harawī, ʿAlī ibn Abī Bakr b. ʿAlī († 1214): al-Išārāt ilā maʿrifat az-ziyārāt. Er hielt sich von August 1173 bis August 1174, während der Herrschaft der Kreuzritter, in Jerusalem auf. Nach seinen ausgedehnten Reisen von Konstantinopel bis nach Indien und Jemen ließ er sich in Aleppo nieder, wo ihm Saladin eine eigene Madrasa errichten ließ.

## Baugeschichte
Die Erbauung des Felsendoms wird in der neueren Forschung dem Kalifen ʿAbd al-Malik ibn Marwān sowie dessen Sohn und Nachfolger al-Walīd ibn ʿAbd al-Malik (reg. 705–715), der auch den Bau der al-Aqsa-Moschee weitergeführt haben soll, zugeschrieben. Den Angaben von Sibt ibn al-Dschauzi zufolge war der Baubeginn im Jahre 687; die Fertigstellung datiert er, gemäß Bauinschrift, auf 691–692, d. i. auf das Jahr 72 der islamischen Zeitrechnung. Es wird behauptet, dass die Baukosten das Siebenfache der jährlichen Steuereinnahmen aus Ägypten betrugen.
Die Bauinschrift in archaischem kufischem Duktus, die über dem Kranzgesims an der Kuppel erhalten ist, dokumentiert nicht nur den Namen des Erbauers, sondern auch die ursprüngliche Bezeichnung des Doms, den man lediglich als Kuppel (Qubba) verstanden hat; der hier in Klammern stehende Namensteil ist vom Abbasidenkalifen al-Ma'mūn getilgt und durch seinen eigenen Namen ersetzt worden (siehe unten: sakrale Inschriften):

„Erbaut hat diese Kuppel der Diener Gottes ʿAbd [al-Malik], der Befehlshaber der Gläubigen, im Jahre zweiundsiebzig, möge ihn Gott zu Gnaden annehmen.“

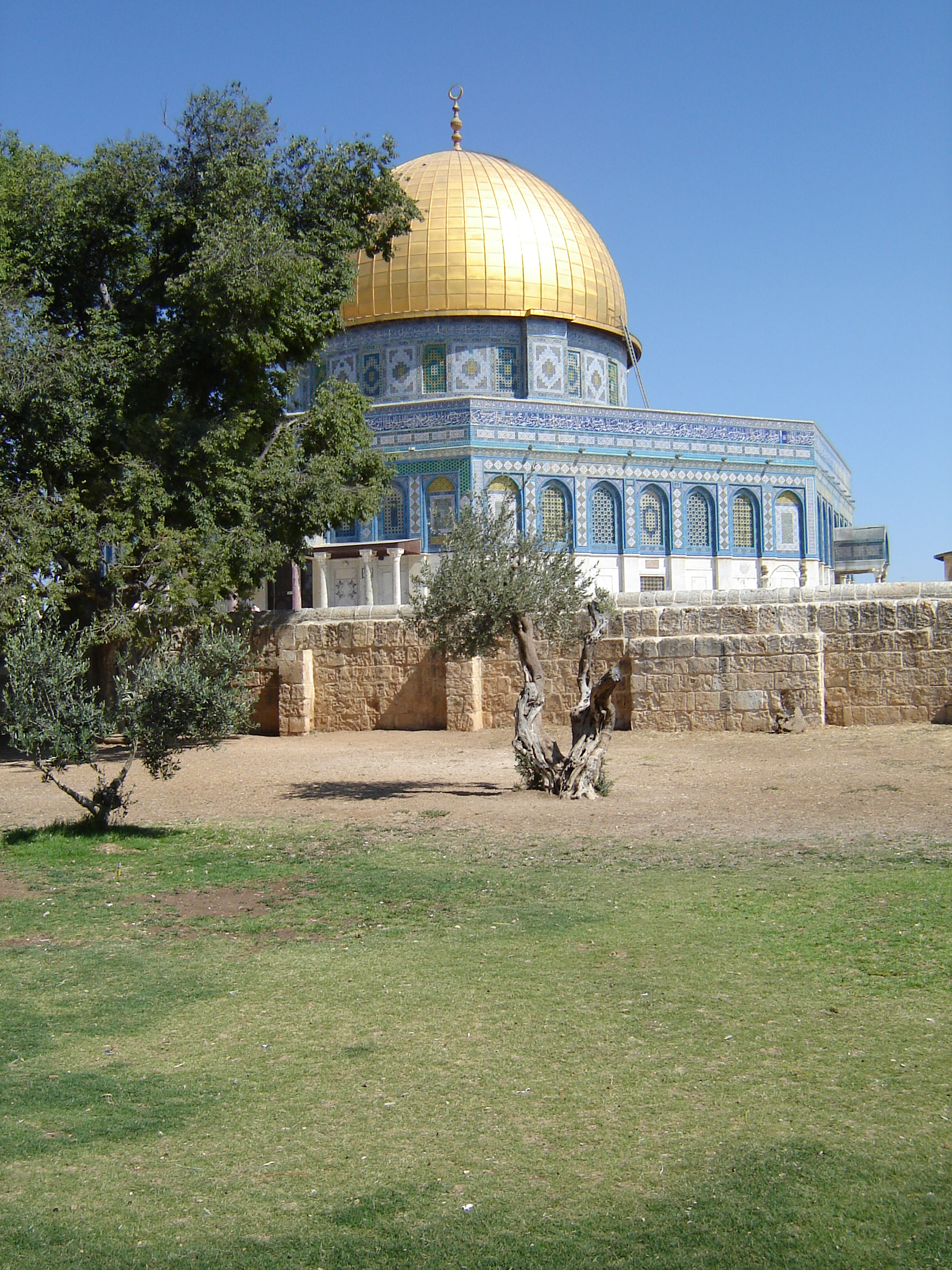
Der Felsendom mit altem Olivenbaum

Auf diese Änderung des Gründernamens hat erstmals der französische Reisende und Wissenschaftler, später Botschafter in Konstantinopel, Charles Jean Melchior de Vogüé (1829–1916) im Jahre 1864 hingewiesen. M. de Vogüé hat sich erstmals auf arabische Quellen berufen können: auf das geographisch-topographische Werk über Jerusalem und Hebron al-Uns al-ǧalīl bi-aḫbār al-Quds wa-ʾl-Ḫalīl von Muǧīr ad-Dīn al-ʿUlaimī aus dem 15. Jahrhundert, das der österreichische Orientalist Joseph von Hammer-Purgstall (1774–1856) bereits 1811 ins Deutsche übersetzt hatte, ferner auf das Itḥāf al-aḫiṣṣāʾ fī faḍāʾil al-masǧid al-Aqṣā von as-Suyūtī (1445–1505) über die Vorzüge von Jerusalem und seinen heiligen Stätten in der englischen Übersetzung von James Reynolds (London 1836).
Einige Forscher sind der Ansicht, dass ʿAbd al-Malik das Gebäude errichten ließ, um den Sieg der Araber über Byzanz und Persien zu feiern und den Triumph des Islam über Judentum und Christentum zu demonstrieren. Anderen Ansichten zufolge war es bereits der Dynastiegründer Muʿāwiya (reg. 661–680), der als Erster den Bau einer Moschee an dieser Stelle in Angriff nahm. Den Beginn der Bauarbeiten verbinden andere mit dem Namen Kaiser Herakleios’ (reg. 610–641); der Bau sei mit der Rückführung der von den Persern im Jahre 614 geraubten Kreuzesreliquie in Verbindung zu bringen.
Anastasios Sinaites († nach 700), der gegen 660 Jerusalem besuchte, berichtet über Aufräumungs- und Reinigungsarbeiten ägyptischer Arbeiter auf dem Tempelberg, was auf das Interesse der Muslime bereits dreißig Jahre vor der Fertigstellung des Felsendoms schließen lässt. Der fränkische, durch die gallorömische Kultur geprägte Bischof Arculfus, der um 670 – also noch während des Kalifats von Muʿāwiya – Palästina bereist hatte, berichtet über ein viereckiges Gebetshaus auf dem Tempelberg und beschreibt es als einen über Trümmerresten mit dicken Balken und Brettern errichteten Bau. Ob es sich in dieser Beschreibung, die der irische Abt und Hagiograph Adomnan von Iona als Verfasser des Liber de locis sanctis schriftlich niedergelegt hatte, in der Tat um einen Vorläufer des Felsendoms handelt, ist unklar.
Die Anfänge der systematischen Erforschung des Tempelberges im Allgemeinen und des Felsendoms im Einzelnen reichen in das frühe 19. Jahrhundert zurück. Domingo Badía y Leblich (geb. 1767 in Barcelona; gest. 30. August 1818 in Damaskus), war der erste Europäer, der als Muslim verkleidet unter dem Namen ʿAlī Bey al-ʿAbbāsī die heiligen Stätten von Jerusalem besuchte. Seine Reisebeschreibung mit Karten gab er unter dem Titel Voyages en Afrique et en Asie in Paris (1814) heraus. Der britische Archäologe und Architekt Frederick Catherwood (1799–1854) überarbeitete diese Karten und publizierte sie einige Jahre später. Diese Karten sind dann durch weitere Zeichnungen von Jerusalem, vom Felsendom und den anderen heiligen Stätten durch Charles William Wilson (1836–1905), der 1864–1865 mit seinem Freund Charles Warren (1840–1927) den für die Erforschung Jerusalems heute noch bedeutenden Ordnance Survey of Jerusalem (London 1865) herausgab, ergänzt und korrigiert worden.
Charles Warren gab dann mit C. R. Conder The Survey of Western Palestine (London 1884) heraus, in dem er die bis heute gültige Bemerkung über den Zugang zum Felsendom und Tempelberg machte:

“In the present state of Muslim feeling in the East, there is, however, no hope of excavation being permitted to Christians within the area of the Ḥaram esh-Sherif.”

„Angesichts der derzeitigen Gefühlslage der Muslime im Osten gibt es jedoch keine Hoffnung, dass Christen die Erlaubnis erhalten, Ausgrabungen auf dem Gebiet des Haram asch-Scharif durchzuführen.“

Der schottische Architekt James Fergusson (1808–1886) und der deutsche Kirchenhistoriker Johann Nepomuk Sepp (1816–1909) nahmen in jener Zeit an, dass der Felsendom ursprünglich als eine Kirche entweder von Flavius Valerius Constantinus oder von Justinian I. erbaut worden sei. J. N. Sepp versetzte die auf die Regierungszeit ʿAbd al-Malik b. Marwāns datierte Bau- bzw. Gründungsinschrift in kufischem Duktus in die Zeit Saladins.
1890 erschien die heute noch unentbehrliche topographische und historische Darstellung Palästinas, einschließlich des Felsendoms von Guy Le Strange: Palestine under the Moslems, die allein dem Tempelberg und dem Felsendom 120 Seiten widmet. Le Strange stützt sich sowohl auf die Berichte arabischer Geographen als auch auf die islamische Historiographie und die Literatur über die Vorzüge Jerusalems; dabei verfolgt er die historische Entwicklung des Felsendoms bis in das Jahr 1500 und widerlegt Fergussons Annahmen über den Ursprung der Anlage (S. 117). Nach dem damaligen Forschungsstand verkennt er allerdings den frühen Ursprung der Jerusalem betreffenden Überlieferungen und versetzt sie als literarische Produkte in die Zeit nach den Kreuzzügen.
Der Kuppelbau und der daneben stehende Kettendom (s. unten) waren ursprünglich z. T. offene Anlagen. Nur der Kuppelbau ist unter al-Ma'mūn durch eine achteckige Mauer erweitert worden, wobei der Abbasidenkalif auf der Innenseite der Arkaden neue Mosaikfliesen – nunmehr mit seinem Namen – anbringen ließ, ohne dabei das ursprüngliche Baudatum anzutasten. Von „einer betrügerischen Fälschung“ kann somit keine Rede sein, „auch nicht von einer damnatio memoriae eines verhaßten Vorgängers … vielmehr von einer geistigen Aneignung des Monumentes“.
Durch das Anbringen der Inschriften verlieh der Kalif dem Bau zweifelsfrei eine primär religiöse Bedeutung. Als Bestandteil der Gesamtanlage sind auch ein Umayyadenpalast südlich des Tempelberges und ein Verwaltungsgebäude (dār al-imāra) zu betrachten, die in erstmals im Jahre 1968 vorgelegten Ausgrabungsergebnissen dokumentiert werden.
Die Bautätigkeit auf dem Tempelberg leitete unter den Nachfolgern von ʿAbd al-Malik ibn Marwān eine Reihe von Gründungen weiterer Bauten, Festungen und Schlössern auf dem gesamten Gebiet der Marwaniden ein. In Jerusalem war vor allem der Bau der „Moschee von Jerusalem“ von Bedeutung, die später in Anlehnung an Sure 17, Vers 1–2 als al-masǧid al-aqṣā genannt wurde.
In seiner ursprünglichen Form sah der Felsendom so aus wie der unmittelbar im SO daneben stehende Kettendom: ein offener Bau mit Kuppel. Im Jahre 808 und in 846 wurde der Bau durch ein starkes Erdbeben beschädigt. Im Jahre 1016 stürzte die Kuppel während eines weiteren Erdbebens auf den Felsen herab. 1021 ließ sie der sechste Fatimiden-Herrscher al-Hākim bi-amr Allāh (reg. 996–1021) neu errichten. Weitere Erneuerungsarbeiten sind im Innern auf den Fliesen mit dem Datum 418 (1027) dokumentiert.
Nach der Eroberung Jerusalems 1099 nahmen die Kreuzfahrer den Felsendom in Besitz: Er wurde Templum Domini – die Kirche der Kreuzritter. Auf dem Felsen wurde ein Marmoraltar, auf der Spitze der Kuppel ein goldenes Kreuz aufgestellt. Im Jahre 1141, drei Tage nach Ostern, ist der Bau im Beisein von Aimerich von Limoges († 1193), dem Patriarchen von Antiochia, und anderen Bischöfen offiziell eingesegnet worden. Wilhelm von Tyrus († 1186), der Erzbischof von Tyros und bedeutendster Informant über Jerusalem zur Zeit der Kreuzzüge, beschreibt den Felsendom als eine Gründung durch den zweiten Kalifen ʿUmar ibn al-Ḫattāb. Diese irrtümliche Bezeichnung des Baus als die „Moschee von ʿUmar“ ist bis heute belegbar. Nach der Schilderung des Erzbischofs wollte der Kalif den Tempel des Herrn (Jesu), den die Römer zerstört hatten, wiederherstellen; eine Verbindung zur jüdischen Geschichte des Ortes stellt er indes nicht her. Die Kreuzritter machten sich den islamischen Bau zu eigen und verstanden ihn als Teil ihrer christlichen Geschichte.
Der syrische Gelehrte Abū l-Ḥasan al-Harawī, der sich, wie erwähnt, in den Jahren 1173–1174 in Jerusalem aufhielt, beschreibt in seinem Reisebericht den damaligen Zustand des Felsendoms. Dabei erwähnt er eine Inschrift über dem Ostportal aus der Fatimidenzeit: „diese Kuppel (qubba) hat vier Tore. Das Südportal befindet sich neben dem Kettendom, auf dessen Wölbung der Name des Befehlshabers der Gläubigen al-Qāʾim bi-amri ʾllāh und die Sure al-Iḫlāṣ mit der Lobpreisung und Verherrlichung Gottes geschrieben steht. So ist es (auch) an den anderen Portalen. Die Franken (d. i. die Kreuzritter) haben sie nicht verändert.“
Im Jahre 1187, nach seinem Sieg über die Kreuzfahrer bei Hattin, zog Saladin in Jerusalem ein und ließ das goldene Kreuz auf der Kuppel und die Marmorverkleidung des Felsens samt Altar entfernen. Der Felsen wurde rituell gereinigt und parfümiert. Diese Erneuerungsarbeiten sind im Innern der Kuppel dokumentiert durch die ersten einundzwanzig Verse der Sure Tā-Hā, die die wieder erlangte muslimische Herrschaft über das Heiligtum demonstrieren.
Der Mamelucken-Herrscher Baibars I. († 1277) ließ die Kuppel mit Bleiplatten eindecken und seinen Namen in Gold auf Lapislazuli am Kuppelrand eingravieren; weitere Dekorationen ließ er am Kettendom vornehmen.
Der osmanische Schriftsteller und Reisende Evliya Çelebi († nach 1683) berichtet über die Einnahme Jerusalems unter Selim I. († 1520) mit folgenden Worten: „Als Jerusalem (noch) im Besitz der Mamelucken war, zogen alle Gelehrten und frommen Männer aus, um Selim Shāh im Jahre 922 (1516) zu treffen. Sie übergaben ihm die Schlüssel der Aqṣā Moschee und des Doms von Gottes Felsen. Selim warf sich nieder und rief aus: ‚Allah sei gedankt! Ich bin nunmehr der Besitzer der ersten Qibla‘.“ Die Anerkennung der religiösen Bedeutung Jerusalems durch den Herrscher und die Bestätigung der osmanischen Hegemonie über Palästina kamen in der Folgezeit auch durch umfangreiche Bauarbeiten am Felsendom und anderen islamischen Bauten zum Ausdruck.

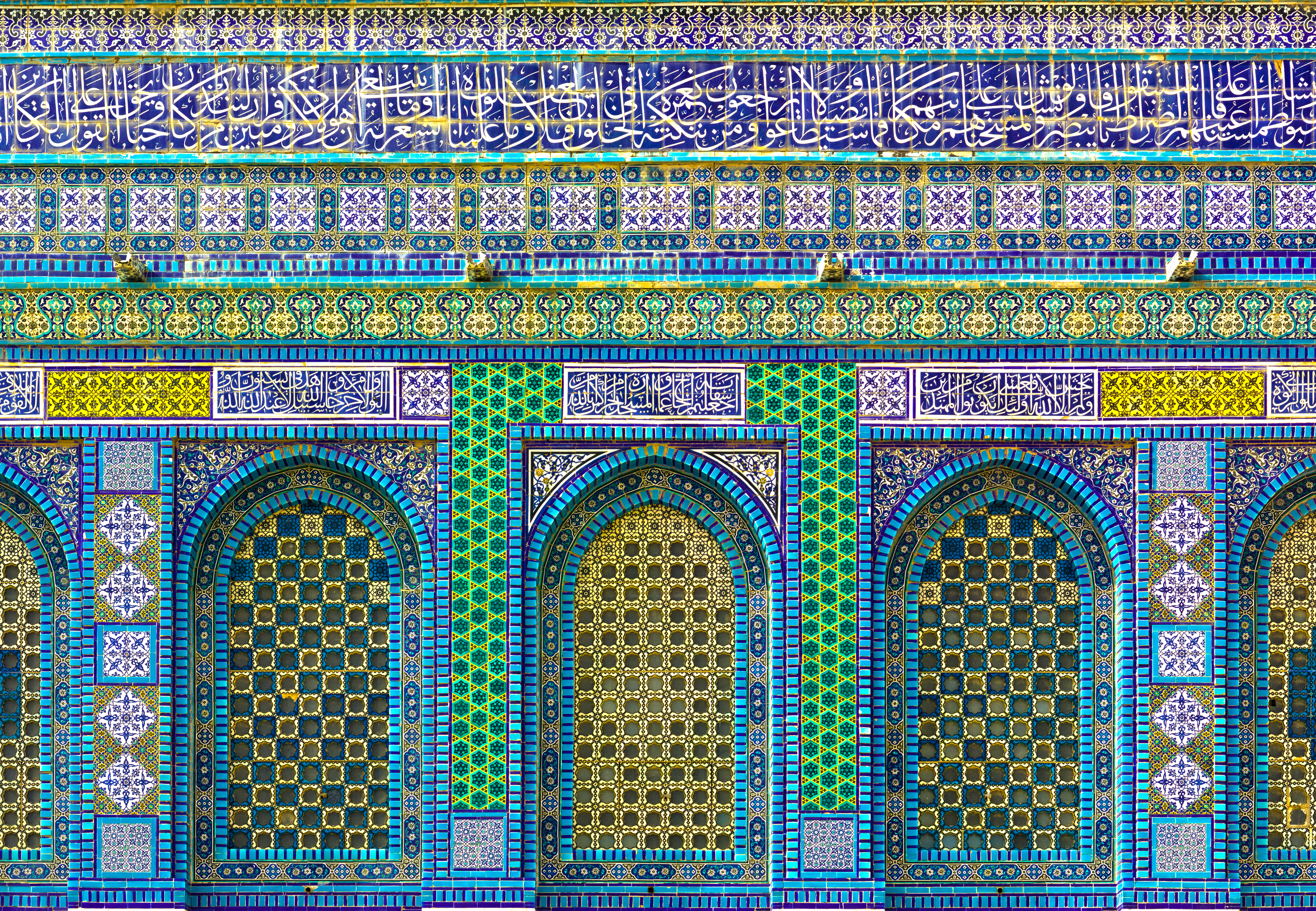
Beispiel für die Keramikfliesen an der Nord-Ost-Fassade ergänzt durch Süleyman I.

Die Verkleidung der Fassade mit den charakteristischen blauen Fliesen stammt aus der Zeit des osmanischen Sultans Süleyman des Prächtigen, der zwischen 1545 und 1566 wesentliche Arbeiten am Bau durchführen ließ. Nur die Verkleidung des Sockels mit verschiedenfarbigem Marmor stammt aus der Errichtungsphase. Bei der Außenverkleidung der Fassade hat man rund 45.000 Keramikfliesen angebracht, die im Verlaufe notwendiger Ausbesserungsarbeiten durch neue Fliesen ersetzt worden sind. In den Jahren 1960–1961 hat man die meisten Fliesen osmanischen Ursprungs entfernt und durch Reproduktionen ersetzt. Die Originale sind zum Teil im Islamischen Museum des Ḥaram aš-šarīf hinterlegt.

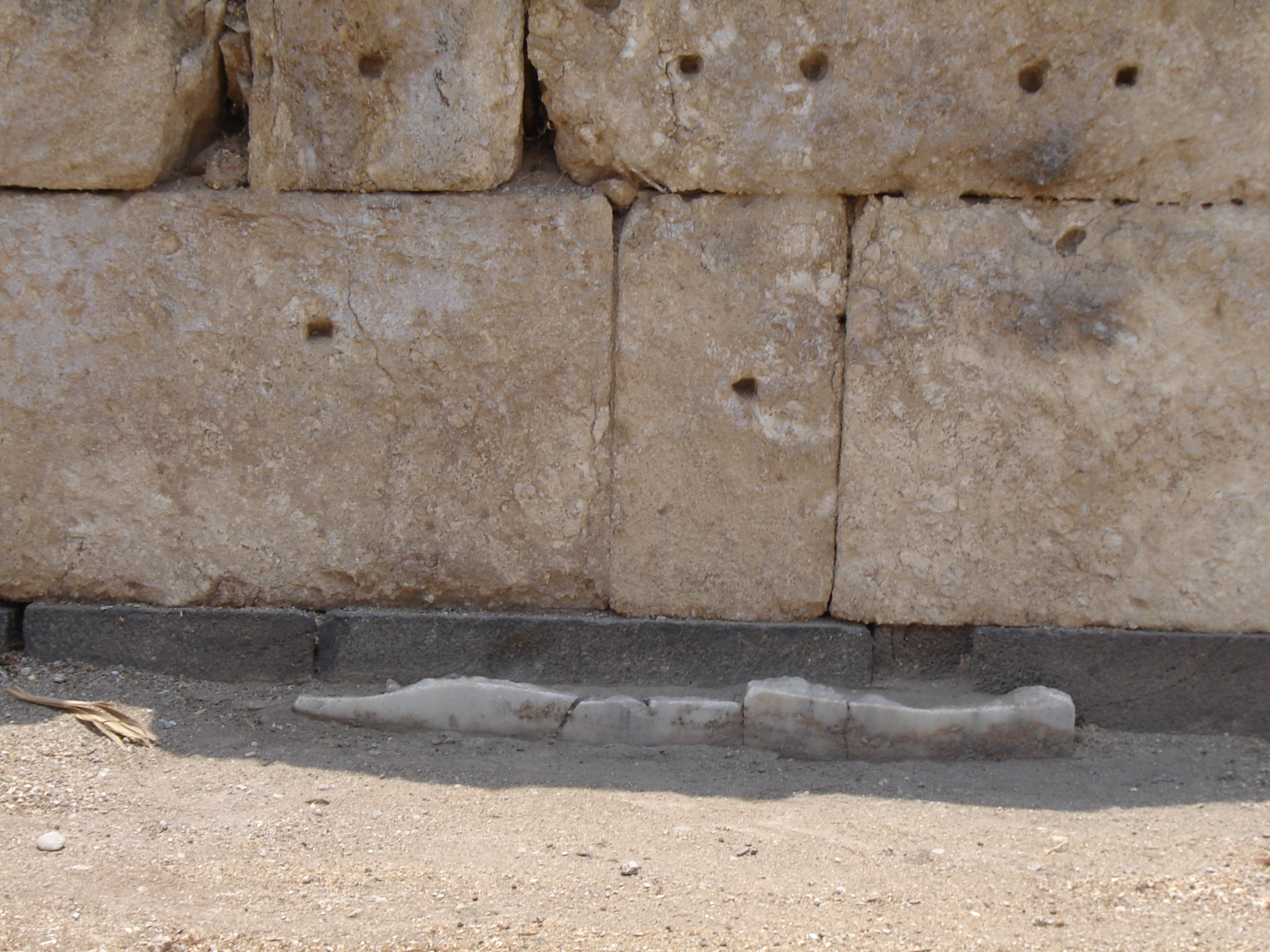
Reste der umayyadischen Sockelverkleidung (Marmor): Khirbat al-Minya/Israel

Diese Sockelverkleidungen – siehe Foto rechts – aus der Zeit der Umayyaden sind auch an anderen Bauten aus jener Zeit wie beispielsweise in den Überresten der (Khirba) Wüstenpaläste in Syrien-Palästina nachweisbar und baugeschichtlich dokumentiert. Auch die ursprüngliche Gestaltung der Fenster zeigt Parallelen zu den Fenstern der umayyadischen Wüstenschlösser. Ibn al-Faqīh berichtet im Jahr 903 über bunte Fenstergläser am Felsendom; ähnliche Glasbruchstücke sind auch während der ersten umfangreichen Ausgrabungen in Ḫirbat al-Minya gefunden worden.
Ähnliche Fenster mit Marmorgittern und Fensterrahmen aus Gips wie am Felsendom sind auch in der Umayyadenmoschee von Damaskus vorhanden.
Die umfangreiche Renovierung unter Süleyman I. ist in einer auf 1545–1546 datierenden Inschrift unmittelbar unter der Kuppel dokumentiert, in der die ersten zwanzig Verse der Sure al-Isra zitiert werden, deren Anfang: „Gepriesen sei der, der mit seinem Diener (d. h. Mohammed) bei Nacht von der heiligen Kultstätte (in Mekka) nach der fernen Kultstätte (in Jerusalem), deren Umgebung wir gesegnet haben, reiste …“ die islamische Tradition mit der Himmelfahrt Mohammeds verbindet. Erstmals wird in dieser Inschrift die direkte Anknüpfung des Felsendoms an die islamische Überlieferung hergestellt.
Am Tympanon des Nordportals ließ sich der Sultan namentlich verewigen: „Diese Kuppel Gottes über dem Felsen in Seinem heiligen Haus ist durch den Sultan Süleyman erneuert worden …“ Die Inschrift ist während späterer Renovierungsarbeiten entfernt und im Haram-Museum hinterlegt worden.
In der Forschung wird angenommen, dass die Außenverkleidung des Baus ursprünglich mit dessen Innenverkleidung vergleichbar war und in der Darstellung von Bäumen, Früchten und Pflanzen aus Glasmosaiken bestand. Der Dominikanermönch Felix Fabri, der im Jahre 1483, also noch vor der umfangreichen Erneuerung unter Süleiman dem Prächtigen, Jerusalem besuchte, berichtet in seinem Evagatorium von Motiven wie Palmen, Olivenbäumen und Engeln an der Außenverkleidung des Felsendoms. Da er den Tempelberg nicht betreten durfte, erfolgten seine Beobachtungen aus der Ferne. Die Blumenmotive mit flügelartigen Aufsätzen wird er wohl mit Engeln verwechselt haben, die an keiner Stelle des Baus nachweisbar sind und auch von den islamischen Chronisten nicht erwähnt werden.
Evliya Çelebi berichtet, dass Ahmed I. (reg. 1603–1617) den Felsen mit einem mit Juwelen und Gold reichlich verzierten Baldachin abdecken ließ; die Ecken waren mit Seidenseilen befestigt.
Umfangreiche Renovierungen fanden im 18. Jahrhundert statt. Ahmed III. (reg. 1703–1730) ließ im Jahre 1721 Baumaterialien aus Anatolien und aus der Region des Schwarzen Meeres auf dem Seeweg nach Jaffa verschiffen. Die durch lokale Arbeitskräfte durchgeführten Bau- und Renovierungstätigkeiten dauerten bis zum 3. Februar 1722. Der Sockelbereich, wahrscheinlich sowohl innen als auch außen, ist mit Marmor aus Europa ausgebessert worden. Die Bleiglasfenster aus der Zeit Süleymans I. unterhalb der Kuppel sind durch überwiegend farbiges Glas ersetzt worden. Die verwendeten Materialien, Anweisungen, Rechnungen und Inventarlisten sind in einem Register (defter) dokumentiert, das heute im osmanischen Archiv aufbewahrt ist und dessen Inhalt auf die Vielfalt der Bautätigkeiten schließen lässt.
Im 19. Jahrhundert, vor allem in der Zeit der Tanzimat, ließen die osmanischen Herrscher weitere Restaurierungsmaßnahmen durchführen. Im Jahre 1853 rief Abdülmecid I. ein groß angelegtes Projekt ins Leben, das erst unter Abdülaziz in 1874–1875 zum Abschluss kam. In diesen Arbeiten brachte das Osmanische Reich seine Bestrebungen zum Ausdruck, in den Provinzen durch Osmanisierung und Islamisierung die administrative – und militärische – Kontrolle zu festigen.
Bis in die Mitte des 20. Jahrhunderts sah der Felsendom so aus wie gegen 1875. Zwischen 1959 und 1962 und nach 1990 fanden große Renovierungsarbeiten statt, um den früheren Glanz des Sakralbaus wiederherzustellen.
„Wir werden nie erfahren, ob der osmanische, oder der mameluckische, oder der fatimidische, oder der umayyadische Bau genauso aussah, wie der gegenwärtige Bau. Vielleicht mit Ausnahme der Anordnung der Innenbeleuchtung ist aber der heutige Felsendom eine angemessene Annäherung an das, was er in seiner für uns bekannten letzten Version war.“

## Die politisch-historischen Hintergründe
Bereits Ignaz Goldziher fragte sich in seinen Muhammedanischen Studien (1889/90), warum der Umayyadenkalif ʿAbd al-Malik in Jerusalem, an einem geschichtsträchtigen Ort, die „Kuppel“ (al-qubba) errichten ließ; unter Berufung auf z. T. relativ späte Quellen – vor allem nach den Historikern und Geographen al-Ya'qubi und Ibn al-Faqih al-Hamadani (beide wirkten im späten 9. Jahrhundert) – stellte er eine kausale Verbindung zwischen dem Gegenkalifat des Abdallah ibn az-Zubair in Mekka und der Errichtung des Felsendoms in Jerusalem her. Er schrieb:

„Als der ummejjadische Chalife 'Abdalmalik aus Besorgnis darüber, dass sein in Mekka herrschender Rivale ʿAbdallāh b. Zubejr die nach den heiligen Stätten im Ḥigāz pilgernden Syrer zwingen könnte, ihm den Huldigungseid zu leisten, die Wallfahrt nach Mekka hintanhalten wollte, da griff er zu dem Auskunftsmittel der Lehre vom stellvertretenden Hagg zur Kubbat al-sachra in Jerusalem.“

Der deutsche Orientalist Werner Caskel wies darauf hin, dass die ersten Umayyadenkalifen bestrebt gewesen seien, in Syrien-Palästina ein religiös-geistiges Zentrum zu errichten. Diese Forschungshypothesen scheinen die nunmehr im Druck vorliegenden Werke islamischer Lokalhistoriker über die Vorzüge Jerusalems in mancher Hinsicht zu bestätigen; der Felsen, unter dem Flüsse des Paradieses fließen, ist der Ort, der dem Himmel am nächsten liegt. Und in Sure 50:41, in der es heißt

„Und lausche am Tag, da einer (der Rufer) aus der Nähe ruft (sodass jeder es deutlich hört)!“

, identifiziert man die Stelle „aus der Nähe“ (min makānin qarībin) mit dem Felsen, wo am Tage der Auferstehung der Erzengel Isrāfīl اسرافيل / Isrāfīl stehen wird. Dieser in der Koranexegese mit dem Felsen verbundene eschatologische Aspekt erscheint in einer auf das Jahr 781 datierten Inschrift auf einem Hügel gegenüber von Sede Boker noch deutlicher. Die Inschrift enthält den obigen Koranvers in einer nicht kanonisierten Lesart: An der Stelle von „aus der Nähe“ (min makānin qarībin) steht nur das Wort Īliyā, also der arabische Name für Jerusalem in jener Zeit. Es wird angenommen, dass in dieser Textvariante Inhalte sehr alter Traditionen aufgegriffen worden sind, die die Stadt Jerusalem vor allem in Kreisen syrisch-palästinensischer Muslime mit dem Jüngsten Tag verbinden. (Siehe auch: der Felsendom in der Lokalgeschichte)
Den Höhepunkt der Wallfahrtszeremonien von Mekka, den Tag von Arafat, hat man unter den Umayyaden auch am Felsendom gefeiert. Neue Forschungsergebnisse, die auf bisher nicht benutzte Quellen zurückgehen, bestätigen, dass man in der Regierungszeit des Kalifen ʿAbd al-Malik den Umlauf (tawāf) um den Bau genauso vollzog wie um die Kaaba in Mekka. Auch das ʿĪd al-aḍḥā, das Opferfest als Abschluss der Wallfahrtszeremonien, begingen die Muslime der Region am Felsendom. Der Historiker Ibn Kathīr (1300–1373) gibt nach seiner Quelle Sibt ibn al-Dschauzi (1186–1256) eine detailliertere Darstellung dieser Riten am Felsendom als sein Vorgänger Yaʿqūbī und sieht sie im historischen Zusammenhang mit der Besetzung des mekkanischen Heiligtums durch den Rivalen Abd al-Maliks, ʿAbdallah ibn az-Zubair. Auch Nāṣir-i Chusrou bestätigt als Augenzeuge, dass Muslime in der Nähe des Felsens am Tag des islamischen Opferfestes Tiere geopfert haben, wie dies ihre Glaubensgenossen in Mekka taten. Im Jahr 1189 reiste Ṣalāḥ ad-Dīn von Safed nach Jerusalem, um dort das Opferfest zu feiern. Noch Ibn Taimiya († 1328) kannte diese Feierlichkeiten, die parallel zur Wallfahrt nach Mekka in Jerusalem stattfanden.
Eidesleistungen an diesem Ort hatten die gleiche Bedeutung wie an der Kaaba von Mekka oder an der Kanzel (minbar) des Propheten in Medina. Bereits zu Beginn des 8. Jahrhunderts war es vor allem unter den Muslimen von Syrien-Palästina Sitte, die Pilgerfahrt nach Mekka mit einem Besuch des Felsendoms zu verbinden und bereits hier in den Weihezustand einzutreten.

## Sakrale Inschriften

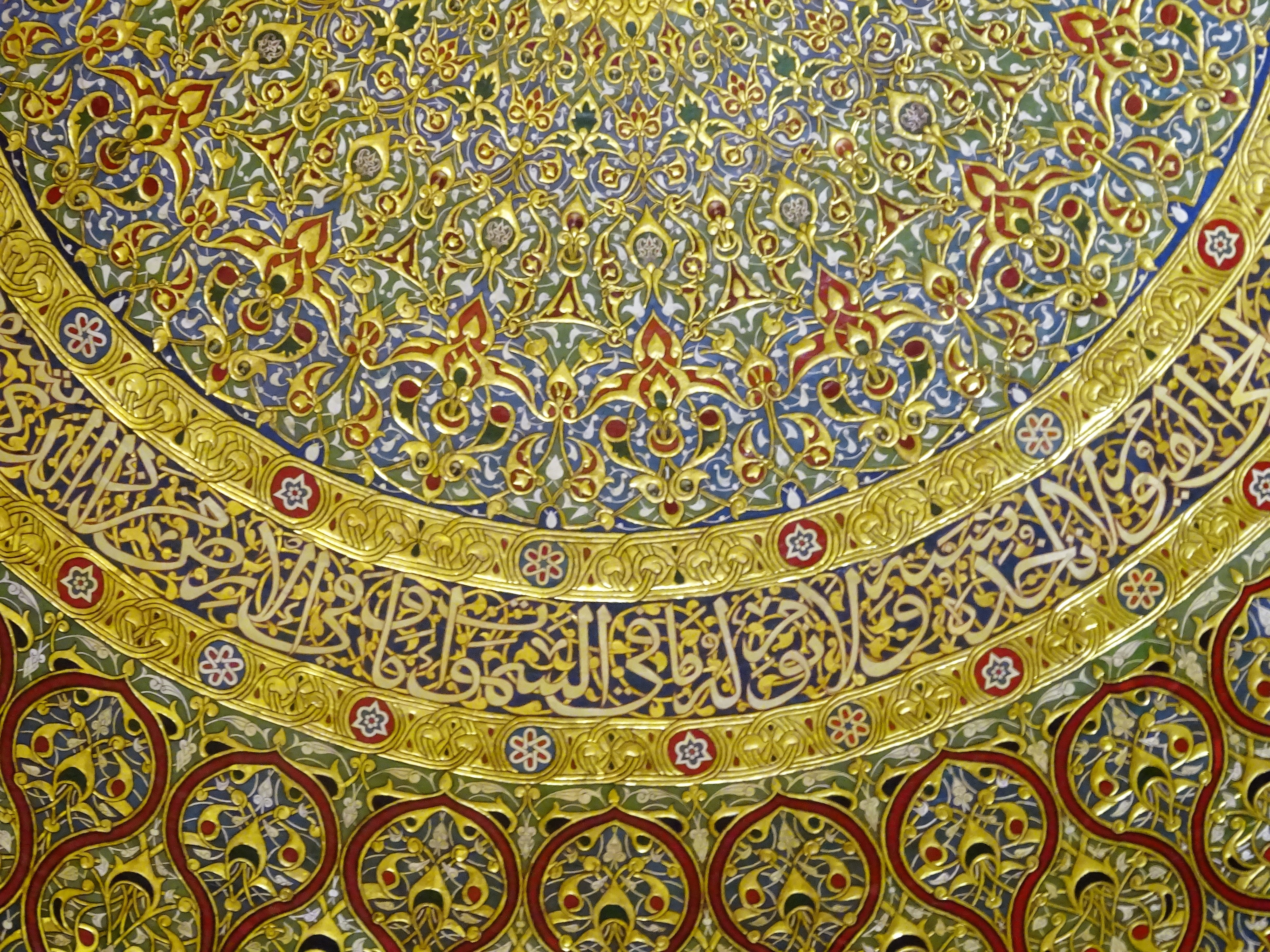
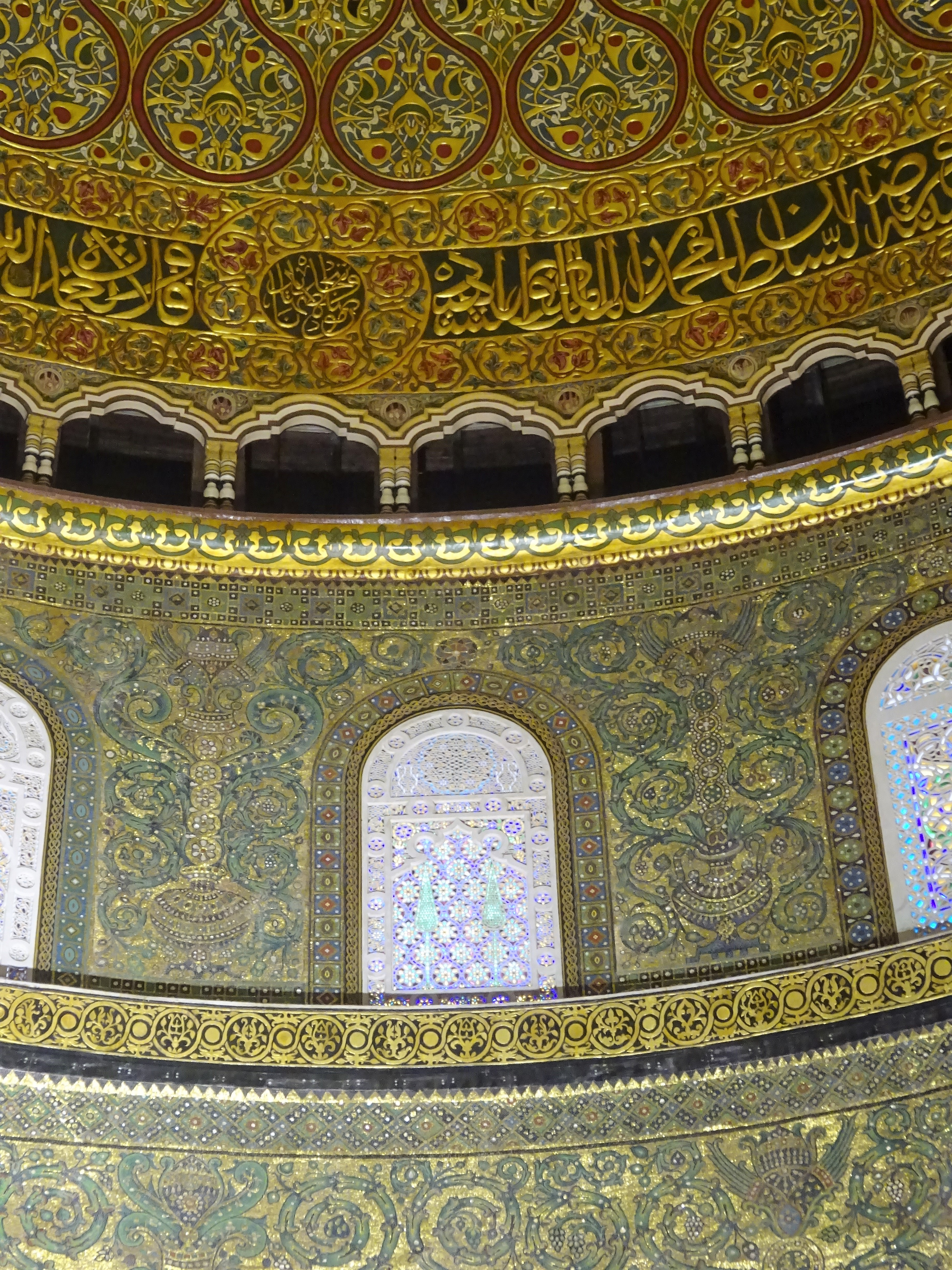

Die Baudaten ergeben sich aus Inschriften, Papyrusurkunden und den Berichten arabischer Historiographen: at-Tabarī, Ibn Kathīr, al-Balādhurī und anderer. Die Fertigstellung des Felsendoms ist mit der auf das muslimische Jahr 72 (691–692) datierten Bauinschrift eindeutig belegt. Als Bauherr nennt sich an dieser Stelle allerdings der Abbasidenkalif al-Ma'mūn, der es offenbar übersehen hat, bei der Tilgung des Namens des Umayyadenkalifen ʿAbd al-Malik auch das ursprüngliche Baudatum abzuändern. Die geänderte Stelle – hier in Klammern – ist in einem vom Original abweichenden Duktus geschrieben. Dort heißt es:
„Errichtet hat diese Kuppel der Diener Gottes ʿAbd (Allāh, der Imām al-Ma'mūn, der Befehlshaber) der Gläubigen.“
Das 240 m lange Inschriftenband ist aus einer Reihe von Koranzitaten – auch in paraphrasierter Form – zusammengesetzt. Die Inschrift ist ein integraler, sinnbestimmender Bestandteil des Baus, worauf erstmals Oleg Grabar (1959) hinwies. Auf der Außenseite des inneren Oktogons beginnen die Abschnitte mit der Basmala nebst Glaubensbekenntnis (Schahāda). Auf der Innenseite des inneren Oktogons wird zusätzlich die christliche Lehre von der göttlichen Natur Jesu durch Koranverse (Sure 4, Vers 171–172, durch die Paraphrase von Sure 19, Vers 33 und durch Sure 3, Vers 18–20) zurückgewiesen. Weiter heißt es:

„Er (Gott) hat die Herrschaft über Himmel und Erde. Er macht lebendig und lässt sterben und hat zu allem Macht.“

gefolgt von einer Aussage über Jesus – als Paraphrase von Sure 19, 33:

„Heil sei über ihn am Tage, da er geboren wurde, am Tage, da er stirbt und am Tage, da er wieder zum Leben erweckt wird.“

Die Innendekorationen des Felsendoms zeigen Darstellungen des Paradieses; sowohl diese als auch die Inschriften erklärt die zeitgenössische Forschung mit dem ursprünglichen Vorhaben des Bauherrn Abd al-Malik: der Bau hat von Anfang an religiöse Bedeutung, die der antichristlichen Polemik nicht entbehrt. Im inneren Teil des Oktogons, dem heiligen Fels gegenüber, steht eine Passage aus der Sure 4, Vers 171:

„Christus (al-masih) Jesus, der Sohn der Maria, ist nur der Gesandte Gottes und sein Wort, das er der Maria entboten hat …“

„Religionspolitisches Ziel der Inschriften ist es, den vor Ort als Gottessohn verehrten Jesus auf seine koranische Dimension eines bloßen Gottesdieners zurückzustufen und ihm den Propheten des Islam auf gleicher Höhe, als einen im Himmel und auf Erden hochgeehrten Propheten – als den ihn der in der Inschrift mehrmals zitierte Vers Q 33:56 darstellt-, zur Seite zu stellen.“

In diesem Sinne wird Muḥammad in der Inschrift mehrfach als „Diener Gottes“ und als „Gesandter Gottes“ genannt. Um jene Zeit, im ausgehenden siebten Jahrhundert, war es auch den Christen bekannt, dass die Muslime ihren Propheten als „großen Gesandten (Gottes)“ bezeichneten. Der Archidiakon Georgius, der gegen 720 in Ägypten wirkte, berichtet, dass ʿAbd al-ʿAzīz ibn Marwān, Statthalter in Ägypten und Bruder des Kalifen ʿAbd al-Malik ibn Marwān, an den Kirchentoren Ägyptens Aufschriften anbringen ließ, auf denen Muḥammad als der große Gesandte Gottes genannt wurde.
Der Historiker und Biograph adh-Dhahabī († 1348) berichtet in seinem umfassenden Werk „Geschichte des Islam“ (Taʾrīḫ al-islām), dass der Gründer des Felsendoms ʿAbd al-Malik ibn Marwān neue Geldstücke mit dem in der Inschrift wiederholten Koranzitat „Sag: Er ist Gott, ein Einziger“ (Sure 112, Vers 1) und am Rand der Münze mit „Muḥammad ist der Gesandte Gottes“ prägen ließ.
Die Koranzitate stellen die ältesten schriftlichen Dokumente des Korans im kufischen Duktus aus dem Jahr 692 dar, in denen schon – wenn auch nicht durchgehend – diakritische Punkte des Arabischen verwendet worden sind.
Zwei weitere Inschriften auf Bronzetafeln, die über dem Ost- bzw. Nordportal angebracht waren, bestehen ebenfalls aus Koranzitaten, Lobpreisungen des Propheten und der Erwähnung von Gottes Strafen und seiner Gnade am Tage der Auferstehung. Sie tragen die später hinzugefügte Jahreszahl 831, und den Namen des Abbasidenkalifen al-Ma'mūn. Während Restaurierungsarbeiten in den 1960er Jahren sind die stark beschädigten Tafeln entfernt worden; sie befinden sind gegenwärtig im Islamischen Museum in Jerusalem und sind für die Forschung nicht zugänglich.
Eine weitere Inschrift enthält die Verse 1–21 aus der 20. Sure (Tā-Hā) und ist undatiert. Sie ist vermutlich auf Veranlassung Saladins nach der Rückeroberung Jerusalems angebracht worden und ist als Demonstration der Umwandlung des von den Kreuzfahrern als Templum Domini benutzten Felsendoms in ein islamisches Heiligtum verstanden worden. Die Inschrift, die den Anfang der 36. Sure Ya-Sin enthält, erscheint auf der Balustrade des Oktogons und ist während der umfassenden Renovierungsarbeiten unter Süleyman I. dem Prächtigen im 16. Jahrhundert hinzugefügt worden. Die auf das Jahr 1545–1546 datierte Inschrift unmittelbar unterhalb der Kuppel enthält die Verse 1–20 der 17. Sure (al-Isrāʾ); in der Baugeschichte des Felsendoms wird dort die Himmelfahrt Mohammeds erstmals mit diesem Ort verbunden.

## Die Gründungsinschrift

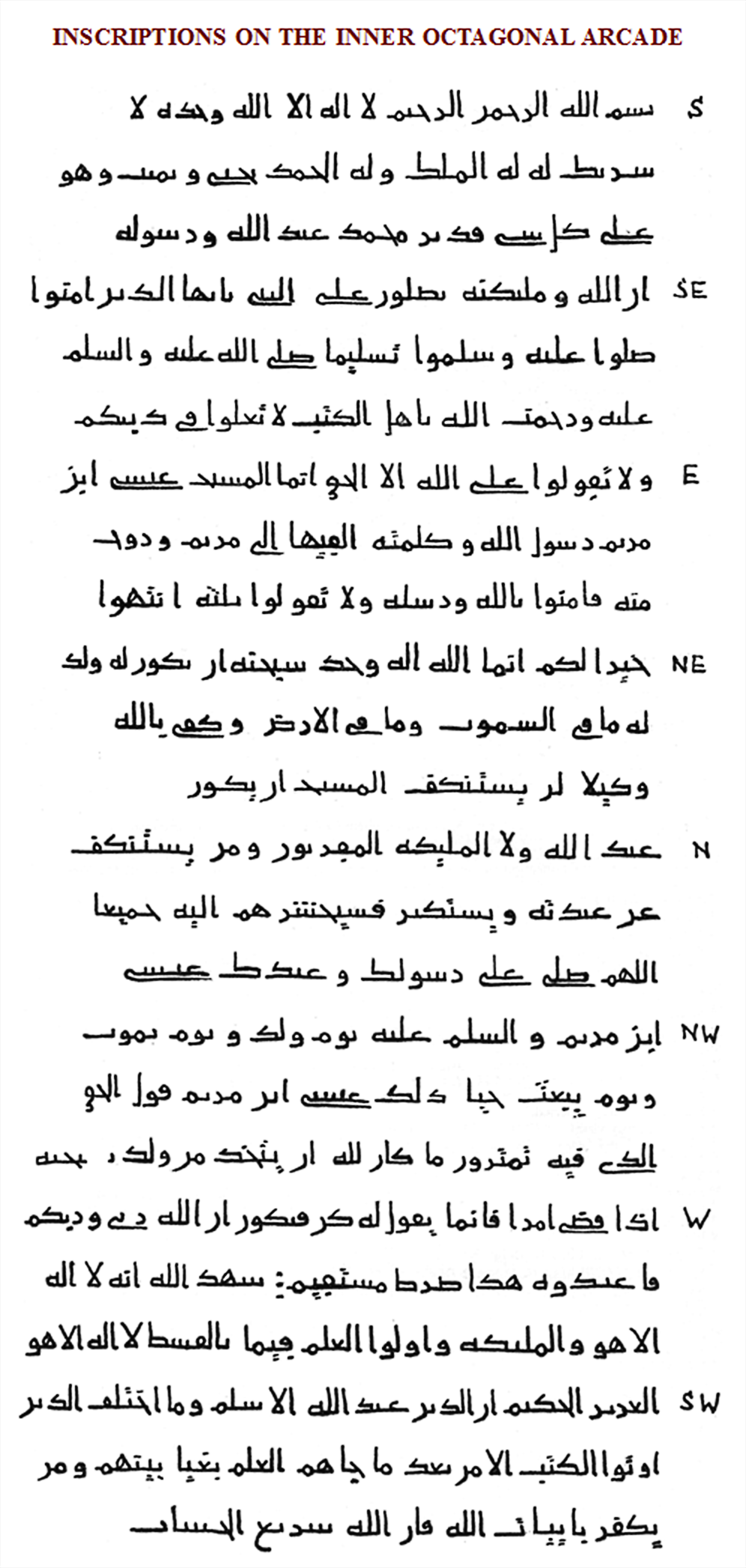
Originalinschrift der Innenfassade

Innenfassade: Süd – Südost – Ost – Nordost – Nord – Nordwest – West – Südwest:

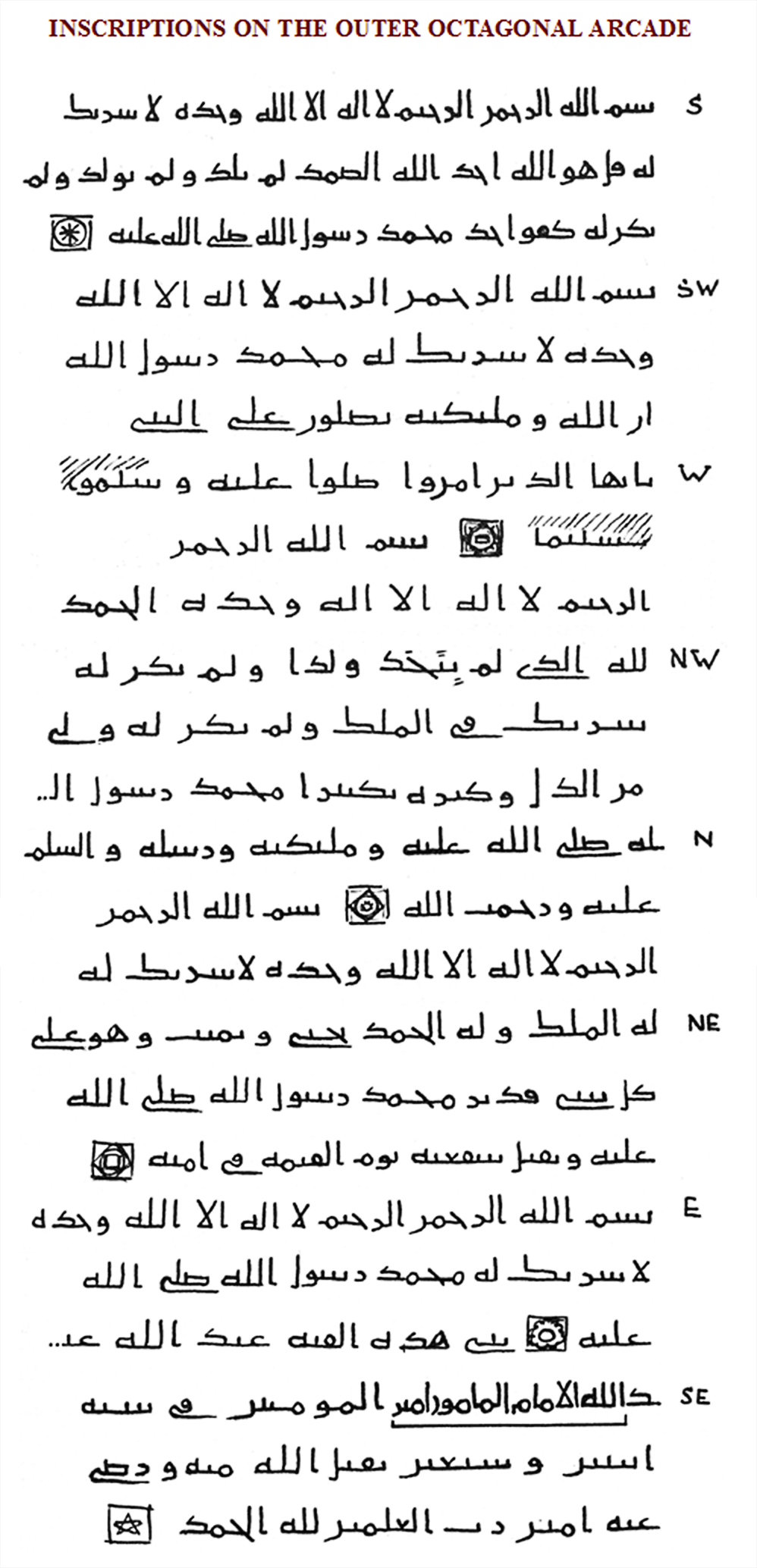
Originalinschrift der Außenfassade

«bi-smi llāhi r-raḥmāni r-raḥīmi lā ilāha illā llāhu waḥda-hu lā šarīka la-hu la-hu l-mulku wa-la-hu l-ḥamdu yuḥyī wa-yumītu wa-huwa ʿalā kulli šayʾin qadīrun»

„Im Namen des barmherzigen und gnädigen Gottes. Es gibt keinen Gott außer Gott allein. Er hat keinen Teilhaber (an der Herrschaft). Er hat die Herrschaft (über die ganze Welt). Ihm sei Lob! Er macht lebendig und lässt sterben und hat zu allem die Macht.“

«Muḥammadun ʿabdu llāhi wa-rasūlu-hu»

„Muḥammad ist der Diener Gottes und sein Gesandter“

«inna llāha wa-malāʾikata-hu yuṣallūna ʿalā n-nabiyyi yā ayyu-hā llaḏīna āmanū ṣallū ʿalai-hi wa-sallimū taslīman»

„Gott und seine Engel sprechen den Segen über den Propheten. Ihr Gläubigen! Sprecht (auch ihr) den Segen über ihn und grüßt (ihn), wie es sich gehört!“

«ṣallā llāhu ʿalai-hi wa-s-salāmu ʿalai-hi wa-raḥmatu llāhi»

„Möge Gott über ihn den Segen sprechen. Heil sei über ihm und die Barmherzigkeit Gottes.“

«yā ahla l-kitābi lā taġlū fī dīni-kum wa-lā taqūlū ʿalā llāhi illā l-ḥaqqa»

„Ihr Leute der Schrift! Treibt es in eurer Religion nicht zu weit und sagt gegen Gott nichts aus, als die Wahrheit!“

«inna-mā l-masīḥu ʿĪsā bnu Maryama rasūlu llāhi wa-kalimatu-hu alqā-hā ilā Maryama wa-rūhun min-hu fa-āminū bi-llāhi wa-rusuli-hi wa-lā taqūlū ṯalāṯatun ʾintahū ḫairan la-kum innamā llāhu ilāhun wāḥidun subḥāna-hu an yakūna la-hu waladun la-hu mā fī s-samawāti wa-mā fī l-arḍi wa-kafā bi-llāhi wakīlan lan yastankifa l-masīhū an yakūna ʿabdan li-llāhi wa-lā l-malāʾikatu l-muqarrabūn wa-man yastankif ʿan ʿibādati-hi wa-yastakbir fa-sa-yaḥšuru-hum ilai-hi ǧamīʿan»

„Christus Jesus, der Sohn der Maria, ist nur der Gesandte Gottes und sein Wort, das er der Maria entboten hat, und Geist von ihm. Darum glaubt an Gott und seine Gesandten und sagt nicht (von Gott, dass er in einem) drei (sei)! Hört auf (so etwas zu sagen)! Das ist besser für euch. Gott ist nur ein einziger Gott. Gepriesen sei er! (Er ist darüber erhaben) ein Kind zu haben. Ihm gehört (vielmehr alles), was im Himmel und auf der Erde ist. Und Gott genügt als Sachwalter. Christus wird es nicht verschmähen, ein (bloßer) Diener Gottes zu sein, auch nicht die (Gott) nahestehenden Engel. Und wenn einer es verschmäht, Gott [w. ihm] zu dienen und (zu) hochmütig (dazu) ist (hat das nichts zu bedeuten). Er wird sie (d. h. die Menschen) (dereinst) alle zu sich versammeln.“

«Allāhumma ṣalli ʿalā rasūli-ka wa-ʿabdi-ka ʿĪsā bni Maryama wa-s-salāmu ʿalai-hi yauma wulida wa-yauma yamūtu wa-yauma yubʿaṯu ḥayyan»

„Herr, sprich den Segen über Deinen Gesandten und Diener Jesus dem Sohn der Maria. Heil sei über ihm am Tag, da er geboren wurde, am Tag, da er stirbt, und am Tag, da er (wieder) zum Leben auferweckt wird!“

«ḏālika ʿĪsā bnu Maryama qaulu l-ḥaqqi llaḏī fī-hi yamtarūna mā kāna li-llāhi an yattaḫiḏa min waladin subḥāna-hu iḏā qaḍā amran fa-inna-mā yaqūlu la-hu kun fa-yakūn inna llāha rabbī wa-rabbu-kum fa-ʾbudū-hu hāḏa sirāṭun mustaqīmun»

„Dies ist Jesus, der Sohn der Maria – um die Wahrheit zu sagen, über die sie (d. h. die Ungläubigen (unter den Christen?)) (immer noch) im Zweifel sind. Es steht Gott nicht an, sich irgendein Kind zuzulegen. Gepriesen sei er! Wenn er eine Sache beschlossen hat, sagt er zu ihr nur: sei!, dann ist sie. Gott ist mein und euer Herr. Dienet ihm! Das ist ein gerader Weg.“

«šahida llāhu anna-hu lā ilāha illā huwa wa-l-malāʾikatu ulū l-ʿilm qāʾiman bil-qisṭi»

„Gott bezeugt, dass es keinen Gott gibt außer ihn. Desgleichen die Engel und diejenigen, die das (Offenbarungs)wissen besitzen. Er sorgt für Gerechtigkeit.“

«lā ilāha illā huwa l-ʿazīzu l-ḥakīmu»

„Es gibt keinen Gott außer ihm. Er ist der Mächtige und Weise.“

«inna d-dīn ʿinda llāhi l-islāmu wa-mā ʾḫtalafa llaḏīna ūtū l-kitāba illā min baʿdi mā ǧāʾa-humu l-ʿilmu baġyan baina-hum wa-man yakfuru bi-āyāti llāhi fa-inna llāha sarīʿu l-ḥisābi»

„Als (einzig wahre) Religion gilt bei Gott der Islam. Und diejenigen, die die Schrift erhalten haben, wurden – in gegenseitiger Auflehnung – erst uneins, nachdem das Wissen zu ihnen gekommen war. Wenn aber einer nicht an die Zeichen Gottes glaubt, ist Gott schnell im Abrechnen.“

Außenfassade: Süd – Südwest – West – Nordwest – Nord – Nordost – Ost – Südost:

«bi-smi llāhi r-raḥmāni r-raḥīmi lā ilāha illā llāhu waḥda-hu lā šarīka la-hu qul huwa llāhu aḥadun llāhu ṣ-ṣamadu lam yalid wa-lam yūlad wa-lam yakun la-hu kufuwan aḥadun»

„Im Namen des barmherzigen und gnädigen Gottes. Es gibt keinen Gott außer Gott allein. Er hat keinen Teilhaber (an der Herrschaft). Sprich: Gott ist Einer, ein ewig reiner, hat nicht gezeugt und ihn gezeugt hat keiner, und nicht ihm gleich ist einer.“

«Muḥammadun rasūlu llāhi ṣallā llāhu ʿalaihi»

„Muḥammad ist der Gesandte Gottes, möge Gott über ihn den Segen sprechen.“

«bi-smi llāhi r-raḥmāni r-raḥīmi lā ilāha illā llāhu waḥda-hu lā šarīka la-hu»

„Im Namen des barmherzigen und gnädigen Gottes. Es gibt keinen Gott außer Gott allein. Er hat keinen Teilhaber (an der Herrschaft).“

«Muḥammadun rasūlu llāhi»

„Muḥammad ist der Gesandte Gottes.“

«inna llāha wa-malāʾikata-hu yuṣallūna ʿalā n-nabiyyi yā ayyu-hā llaḏīna āmanū ṣallū ʿalai-hi wa-sallimū taslīman»

„Gott und seine Engel sprechen den Segen über den Propheten. Ihr Gläubigen! Sprecht (auch ihr) den Segen über ihn und grüßt (ihn), wie es sich gehört!“

«bi-smi llāhi r-raḥmāni r-raḥīmi lā ilāha illā llāhu waḥda-hu»

„Im Namen des barmherzigen und gnädigen Gottes. Es gibt keinen Gott außer Gott allein.“

«al-ḥamdu li-llāhi llaḏī lam yattaḫiḏ waladan wa-lam yakun la-hu šarīkun fī l-mulki wa-lam yakun la-hu waliyun mina ḏ-ḏulli wa-kabbir-hu takbīran»

„Lob sei Gott, der sich kein Kind (oder: keine Kinder) zugelegt hat, und der keinen Teilhaber an der Herrschaft hat, und keinen Freund (der ihn) vor Erniedrigung (schützen müsste)! Und preise ihn allenthalben!“

«Muḥammadun rasūlu llāhi ṣallā llāhu ʿalai-hi wa-malāʾikatu-hu wa-rusulu-hu wa-s-salāmu ʿalaihi wa-raḥmatu llāhi»

„Muḥammad ist der Gesandte Gottes. Möge Gott und seine Engel und seine Gesandten über ihm den Segen sprechen. Und Heil sei über ihm und Gottes Barmherzigkeit.“

«bi-smi llāhi r-raḥmāni r-raḥīm lā ilāha illā llāhu waḥda-hu lā šarīka la-hu la-hu l-mulku wa-la-hu l-ḥamdu yuḥyī wa-yumītu wa-huwa ʿalā kulli šayʾin qadīrun»

„Im Namen des barmherzigen und gnädigen Gottes. Es gibt keinen Gott außer Gott allein. Er hat keinen Teilhaber (an der Herrschaft). Er hat die Herrschaft (über die ganze Welt). Ihm sei Lob! Er macht lebendig und lässt sterben und hat zu allem die Macht.“

«Muḥammadun rasūlu llāhi ṣallā llāhu ʿalai-hi wa-yaqbalu šafāʿata-hu yauma l-qiyāma fī ummati-hi»

„Muḥammad ist der Gesandte Gottes, möge Gott über ihn den Segen sprechen und er (wird) seine Fürbitte für sein Volk am Tage der Auferstehung annehmen.“

«bi-smi llāhi r-raḥmāni r-raḥīmi lā ilāha illā llāhu waḥda-hu lā šarīka la-hu Muḥammadun rasūlu llāhi ṣallā llāhu ʿalai-hi

banā hāḏihi l-qubbata ʿabdu Allāhi ʿAbd [Allāh al-imām al-Maʾmūn amīru] al-muʾminīna fī sanati iṯnatain wa-sabʿīna yaqbalu llāhu min-hu wa-raḍiya ʿan-hu āmīn rabbu l-ʿālamīna li-llāhi l-ḥamdu»

„Im Namen des barmherzigen und gnädigen Gottes. Es gibt keinen Gott außer Gott allein. Er hat keinen Teilhaber (an der Herrschaft). Muḥammad ist der Gesandte Gottes, möge Gott über ihn den Segen sprechen. Erbaut hat diese Kuppel der Diener Gottes ʿAbd [Allāh der Imām al-Maʾmūn, der Befehlshaber] der Gläubigen, im Jahre zwei und siebzig. Möge Gott (es) von ihm annehmen und an ihm Wohlgefallen haben. Amen, Herr der Menschen in aller Welt. Gott gebührt Lob.“

Es ist anzumerken, dass die Formel „allāhumma ṣalli“ („Herr, sprich den Segen“) und die Tasliya in verkürzter Form auch im profanen Bereich, in altarabischen Inschriften und Graffiti verwendet wird.

## Der Kettendom

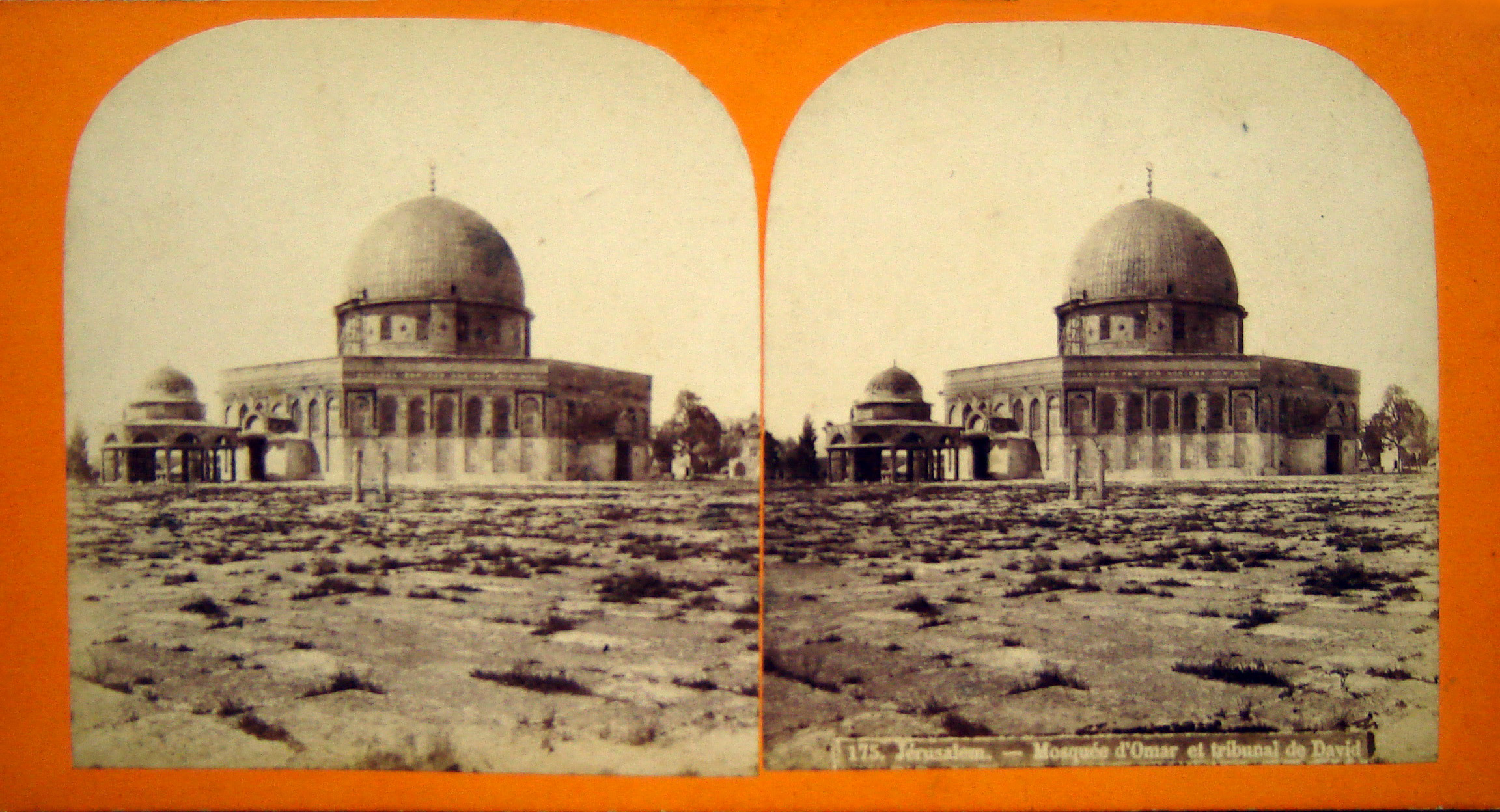
Der Felsendom mit dem Kettendom. Stereoskopie aus dem späten 19. Jhd.

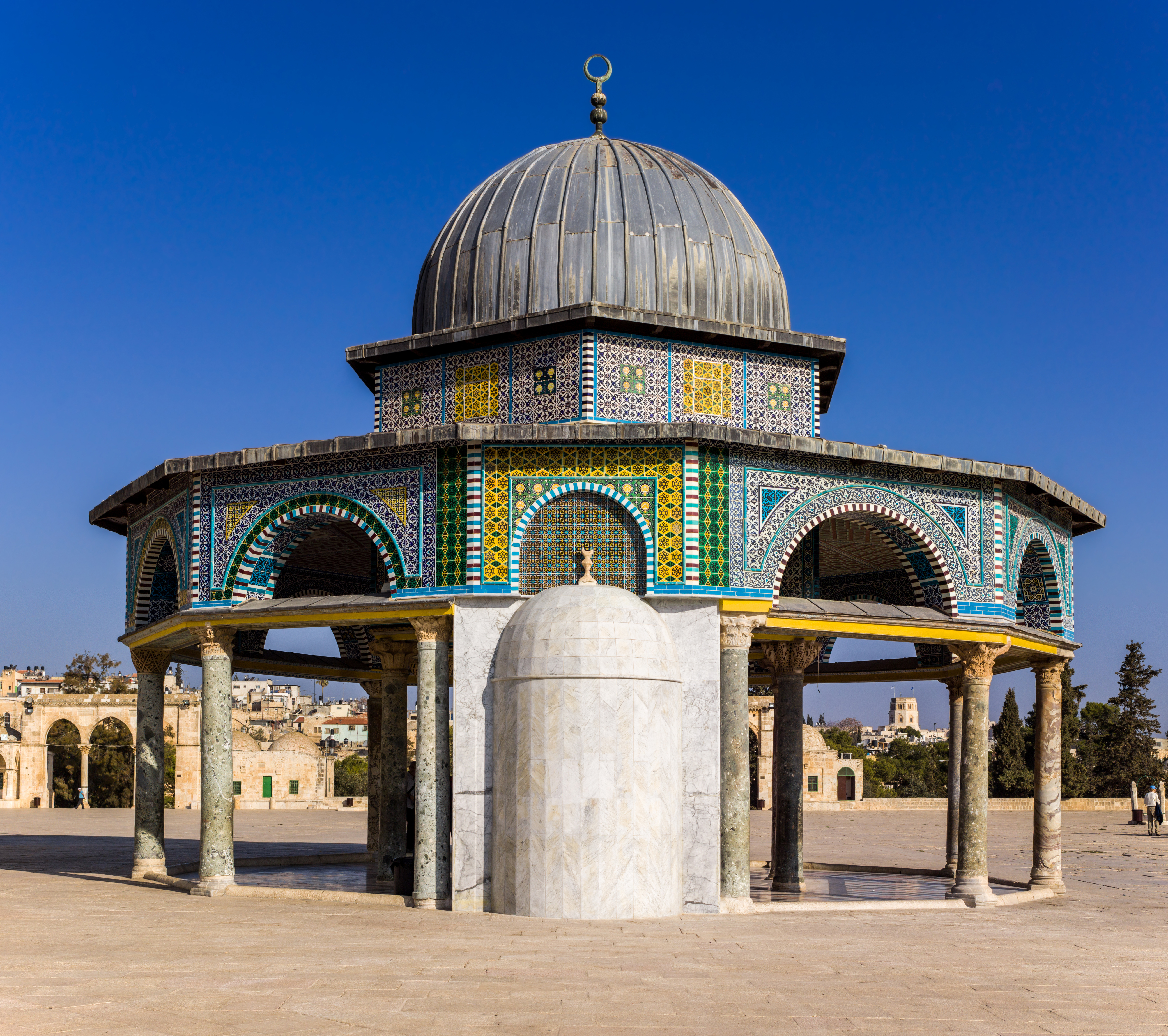
Der Kettendom 2013

Der Kettendom qubbat al-silsila / قبة السلسلة / qubbatu ʾs-silsila steht in unmittelbarer Nähe an der Ostseite des Felsendoms. Das Baudatum ist genauso wenig bekannt wie die ursprüngliche Funktion des Baus. Aber schon der andalusische Geschichtsschreiber und Jurist ʿAbd al-Malik ibn Habīb († 853) erwähnt, dass der Kettendom vom Kalifen ʿAbd al-Malik errichtet wurde; somit muss die kleine Anlage um seine Zeit, als er den islamischen Osten bereiste, bereits vorhanden gewesen sein. Spätere muslimische Autoren und Geographen wie der Andalusier Ibn Abd Rabbih und der oben bereits genannte Perser Nāsir-i Chusrau knüpfen bei der Beschreibung der Funktion dieses kleinen Baus an die biblische Tradition an: In der Zeit der Kinder Israels hätten hier die Ketten herabgehangen, wo Recht gesprochen wurde. Es war der islamischen Überlieferung nach David, der die Ketten aufgehängt hatte, die nur rechtschaffene Menschen mit den Händen fassen konnten. Der arabische Geograph al-Idrisi, der sich während der Kreuzzüge im Jahre 1154 in Jerusalem aufhielt, beschreibt die Stelle als „das Heilige unter den heiligen (Stätten)“. Anderen Berichten zufolge stand hier angeblich die Schatzkammer (bait al-māl), wo ʿAbd al-Malik die Gelder für den Bau des Doms hinterlegt haben soll.
Archäologische Untersuchungen ergaben, dass die Fundamente des Kettendoms in der Höhe des Felsendoms liegen und die Säulensockel mit denen des Felsendoms identisch sind. Der Bau war – wie es Naser Khosrow ausdrücklich erwähnt – zu keinem Zeitpunkt mit einer Mauer umgeben; vielmehr stand dort eine Kanzel (mihrāb), die in der Achse auf die Kanzel der gegenüberliegenden al-Aqsa-Moschee ausgerichtet war. Der Kettendom selbst entstand nach der baulichen Vorlage des Felsendoms in Kleinformat und ist in Richtung der Qibla in Mekka positioniert. Es wird auch angenommen, dass der Bau ursprünglich als Modell, eine Art Vorlage, für die Errichtung des Felsendoms gedacht war.

## al-Maghāra: die Höhle

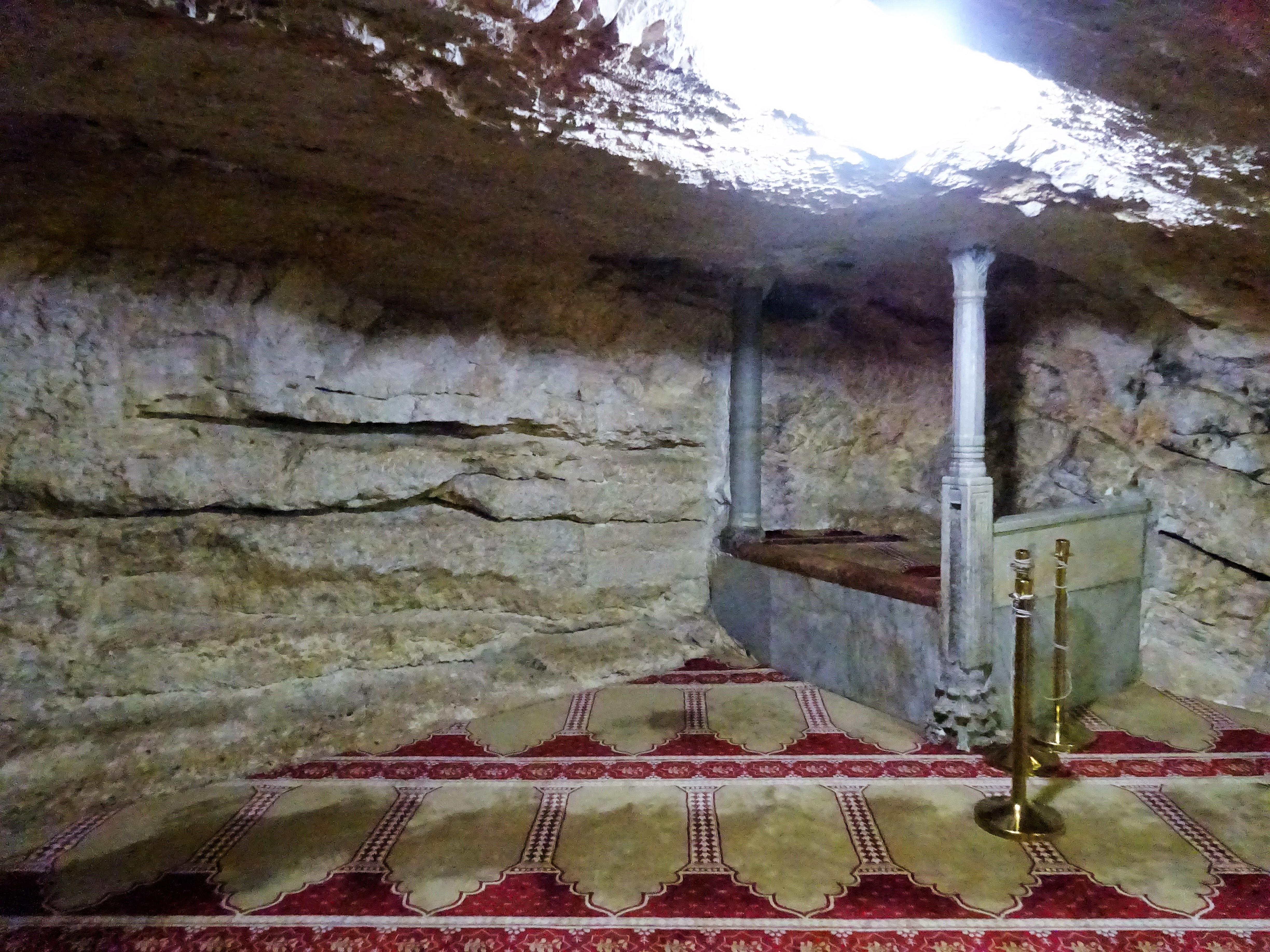
Brunnen der Seelen (2018)

Der Felsen ist ein geologisches Prachtstück aus einer der härtesten grauen Gesteinsschichten, die man auf der Hochebene Jerusalems findet. Unter dem Fels ist eine Höhle, maghāra / مغارة, wo sich, der Legende nach, der „Brunnen der Seelen“ biʾr al-arwāh / بئر الأرواح / biʾru ’l-arwāḥ befindet, wo sich die Seelen der Verstorbenen zweimal in der Woche versammeln. Der Boden ist mit Marmor ausgelegt; ein auffallendes, vorspringendes Felsstück nennt man hier „die Zunge des Felsens“ lisān as-sachra / لسان الصخرة / lisānu ’ṣ-ṣaḫra, da der Felsen den Kalifen ʿUmar hier begrüßt haben soll. Neben dem Eingang zu dieser Höhle, unter einem einfach gearbeiteten kleinen Schrein, kann man den angeblichen Fußabdruck sowie einige Barthaare des Propheten Mohammed sehen.
In dieser Höhle unter der Ostmauer des Felsendoms befindet sich ein miḥrāb, eine Gebetsnische in ihrer archaischen Form, deren Entstehung Creswell (1979) in der Zeit des Umayyadenherrschers ʿAbd al-Malik annimmt. Die Nische aus weißem Marmor hat die Maße von 1,30/0,83 m und trägt im oberen Teil das Glaubensbekenntnis in altem kufischem Duktus. Stilistische Analysen und Vergleiche mit anderen miḥrāb-Bauten der Folgezeit haben ergeben, dass es sich bei der Gebetsnische in dieser Höhle um eine spätere Zutat aus dem späten 10. Jahrhundert handelt.

## al-Mawazin

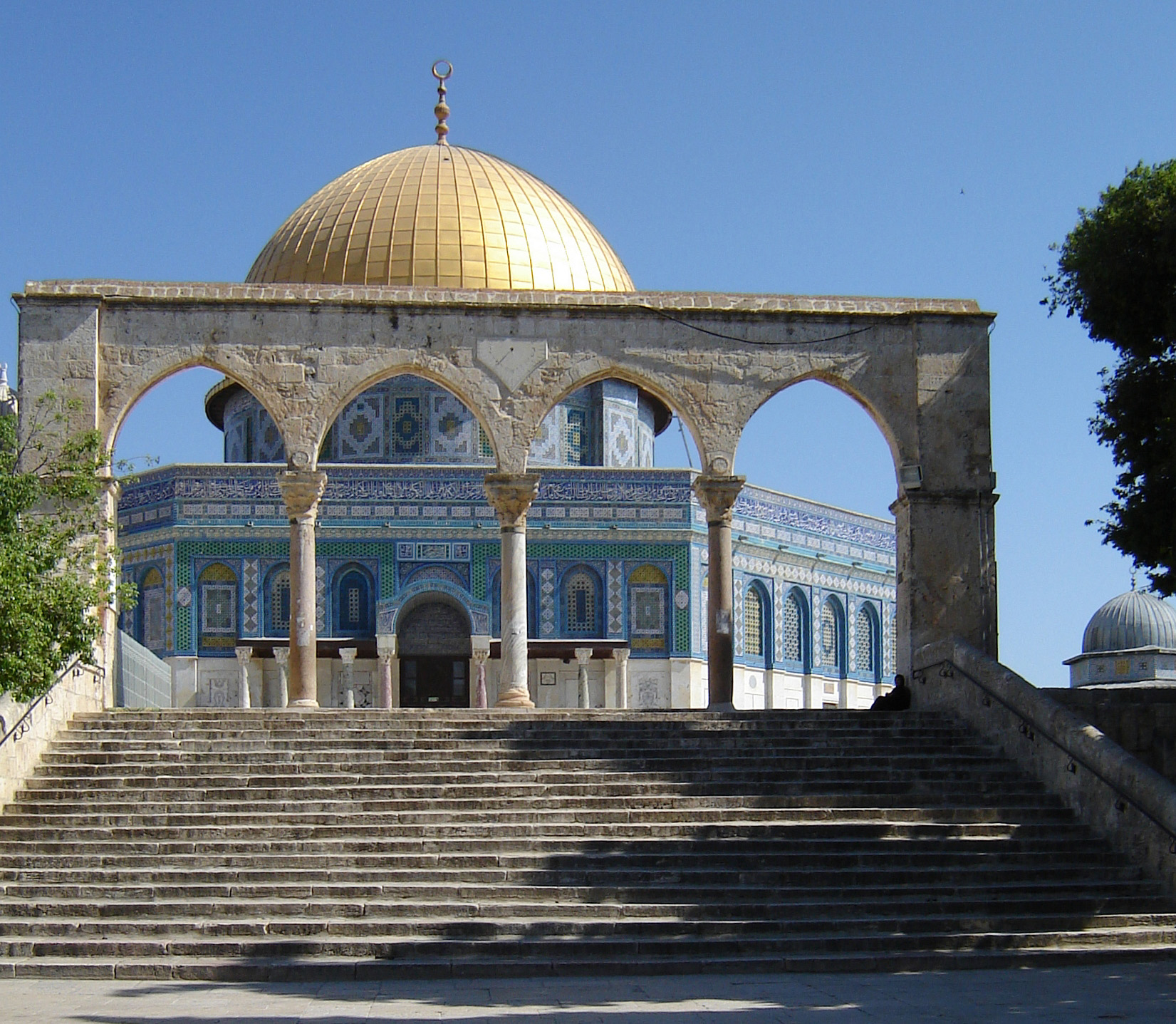
Al-Mawazin mit dem Felsendom von der Aqsa-Moschee aus gesehen

Die von acht Seiten auf die Plattform der Gesamtanlage hinaufführenden Treppen enden in byzantinischen Säulen in der Form einer Arkade, die al-mawazin / الموازين / al-mawāzīn / ‚die Waagschalen‘ genannt werden; denn am Tage der Auferstehung, so die islamische Tradition, werden hier alle Dinge, Taten und Sünden des Menschen auf den Waagschalen der Gerechtigkeit Gottes abgewogen. Die Bezeichnung ist koranischen Ursprungs, denn es heißt in Sure 23, Vers 102–103:

„Denen, die dann schwere Waagschalen haben, wird es wohl ergehen. Diejenigen aber, die leichte Waagschalen haben, sind dann ihrer selbst verlustig gegangen.“

Und in Sure 21, Vers 47 heißt es:

„Und für den Tag (oder: am Tag) der Auferstehung stellen wir die gerechten Waagen auf. Und dann wird niemand (im mindesten) Unrecht getan. Wenn es (auch nur) das Gewicht eines Senfkorns ist, bringen wir es bei. Wir rechnen (genau) genug ab.“

Aufgrund dieser Koranverse, die dann die Hadith-Literatur mit weiteren, auf den Propheten zurückgeführten Aussagen anzureichern und diese am Tempelberg zu lokalisieren vermochte, ist diese Stätte (al-Ḥaram asch-scharīf) in der islamischen Welt von besonderer Bedeutung.

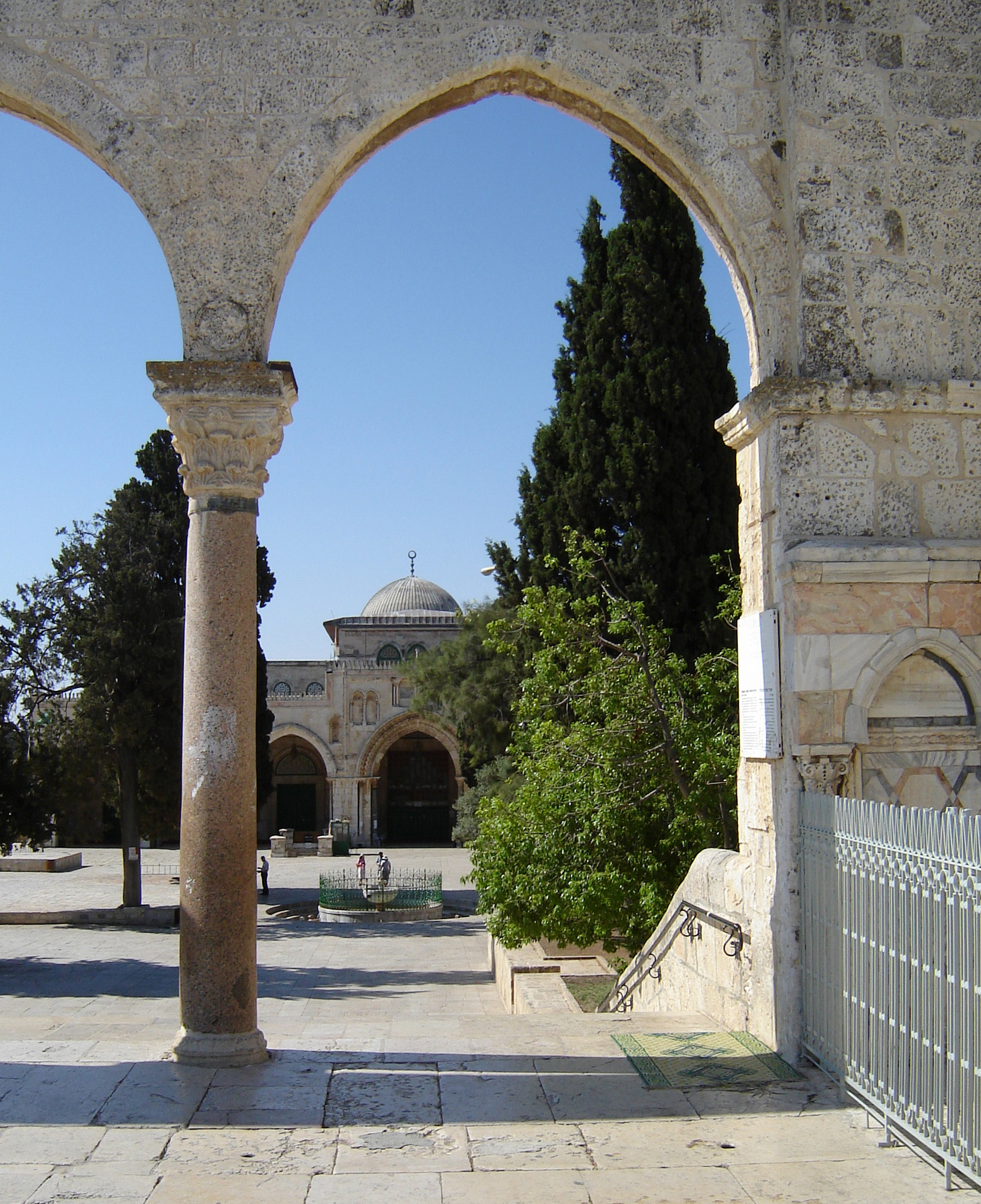
Al-Mawazin mit Blick auf die Aqsa-Moschee

Der Überlieferung (Hadith) zufolge ist es der Erzengel Gabriel, der am Tage der Auferstehung die Waagschalen besitzt: sahib al-mawazin / صاحب الموازين / ṣāḥibu ʾl-mawāzīn / ‚der Besitzer der Waagschalen‘. Durch diese Bezeichnung der Zugänge zum Felsendom wird dessen zentrale Bedeutung im religiösen Leben der Muslime demonstriert. In den eschatologischen Glaubensvorstellungen der Muslime wird die gesamte Anlage mit dem Felsen unter der Kuppel in Hadithen thematisiert.
Die obere Plattform, auf der sich der Felsendom befindet, ist nur durch diese Stufen mit den abschließenden Arkaden, die im 7.–8. Jahrhundert entstanden sind, erreichbar. Der arabische Geograph Ibn al-Faqih berichtet im 10. Jahrhundert nur von sechs Treppenzugängen; wann die zwei weiteren hinzugefügt worden sind, ist unbekannt. Die ursprüngliche Gesamtkonzeption der Treppen ist auf jeden Fall Teil der umayyadischen Architektur.

## Der Felsendom in der Lokalgeschichte und im islamischen Dogma
Eine wichtige Gattung der islamischen Geschichtsschreibung ist die Lokalgeschichte. Ihr Inhalt unterscheidet sich von der Komposition der umfassenden Universalgeschichte und der annalistischen Geschichtsschreibung. Neben der oft legendenhaften Beschreibung der Entstehung von Siedlungen und Städten stehen Berichte über die Vorzüge (faḍāʾil) der betreffenden Region, ihrer Bauten und ihrer Bewohner im Vordergrund. Als historisch-geographische Gattung mit lokalspezifischen Überlieferungen ist die Lokalgeschichte auch für die Erforschung sowohl von Palästina als auch für die Schilderung der heiligen Stätten, in diesem Fall des Felsendoms, eine unentbehrliche Quelle.
Es war, wie erwähnt, Guy Le Strange, der erstmals auf die lokalgeschichtlichen Berichte über die Vorzüge Jerusalems (faḍāʾil bait al-maqdis) konsequent zurückgriff; er konnte sie der Chronologie des islamischen Überlieferungswesens allerdings nicht genau zuordnen:

The source from which they are derived is to me quite unknown; possibly in the Muthīr we have another specimen of the romantic history books which Islam produced during the age of the Crusades …

„Die Quelle, aus der sie stammen, ist mir gänzlich unbekannt; Mit dem Muthīr haben wir möglicherweise ein weiteres Beispiel für die romantischen Geschichtsbücher, die der Islam zur Zeit der Kreuzzüge hervorbrachte“

Neueren Forschungsergebnissen zufolge geht man heute davon aus, dass Überlieferungen über die Vorzüge Jerusalems bereits in der umayyadischen Zeit, im späten 7. und im 8. Jahrhundert, in Umlauf waren und wohl zu den ältesten Gattungen des Hadith gehören.
Die Verfasser der ersten Sammlungen über die Vorzüge Jerusalems und über seine heiligen Stätten – vor allem über den Felsendom und der al-Aqṣā-Moschee – wirkten im 10. und 11. Jahrhundert:
- Abū Bakr Muḥammad ibn Aḥmad al-Wāsiṭī: Faḍāʾil bait al-muqaddas. Über das Leben des Verfassers ist wenig bekannt. Ein Vermerk in der Einleitung des Werkes bestätigt, dass er es im Jahre 1019 in seinem Haus in Jerusalem unterrichtete.[99]
- Abū ʾl-Maʿālī al-Mušarraf ibn al-Muraǧǧā ibn Ibrāhīm al-Maqdisī: Faḍāʾil bait al-maqdis wa-ʾl-Ḫalīl wa-faḍāʾil aš-Šām. Er war wahrscheinlich ein jüngerer Zeitgenosse von al-Wāsiṭī, da er noch 1046–1047 in Tyros tätig war. Auf seinen Reisen sammelte er Traditionen über Faḍāʾil in Damaskus, Kairo, Assuan und Mekka. Wie der Titel es zeigt, behandelt al-Muraǧǧā auch die Vorzüge von Hebron mit dem angeblichen Grab von Ibrāhīm und von Syrien-Palästina einschließlich Damaskus, dessen Einwohner „eines der Schwerter Gottes“ sind und das Land „Gottes Reichtum auf Erden“ darstellt.[100]
- Ibn al-Ǧauzī, ʿAbd ar-Raḥmān ibn ʿAlī Abū l-Faraǧ (1116–1201): Faḍāʾil al-Quds.[101] Der Verfasser stellt in diesem Buch die bekanntesten Traditionen über die Vorzüge Jerusalems in fünfundzwanzig Kapiteln zusammen, beschränkt sich aber überwiegend auf den Felsendom und die al-Aqṣā-Moschee. Das Buch endet mit einer Tradition, der nach Gott selbst vom Felsen des Doms in den Himmel hinaufgestiegen sei. Der Verfasser lehnt die Echtheit dieser Tradition ab und folgt damit seinen Vorgängern in der ḥadīthkritischen Literatur. Es ist dabei nicht auszuschließen, dass in dieser Tradition, die in Syrien in Umlauf gewesen ist, theologische Spekulationen des Judentums mitschwingen, denen zufolge Gott nach dem Sündenfall Adams vom Berg Zion in den Himmel entrückte und dabei seinen Fußabdruck auf dem Felsen hinterließ.[102]
- Sibṭ ibn al-Ǧauzī (1186–1256) beschreibt in seinem Geschichtswerk Mirʾāt az-zamān die Entstehungs- und Baugeschichte des Felsendoms ausführlich und begründet das Bauvorhaben durch den Kalifen ʿAbd al-Malik ibn Marwān, wie oben erwähnt, mit dessen Kampf gegen den sog. Gegenkalifen ʿAbdallāh ibn az-Zubair, der sich zwischen 682 und 692 des Heiligtums in Mekka bemächtigte. ʿAbd al-Malik soll die Muslime aufgefordert haben, die Pilgerfahrt nicht nach Mekka, sondern zum Felsendom nach Jerusalem zu vollziehen.[103]

Die Literatur über die Vorzüge des Felsendoms stellt auch die Verbindung zu koranischen Offenbarungen her und stützt sich dabei auf alte Überlieferungen in der Koranexegese:

„Und lausche am Tag, da einer (w. der Rufer) aus der Nähe ruft (so dass jeder es deutlich hört)“

Diese „Nähe“ (makān qarīb: naher Ort) wird mit dem Felsen identifiziert; al-Wāsiṭī und Ibn al-Muraǧǧā widmen diesen Überlieferungen ein eigenes Kapitel und greifen dabei auf die Exegese von Qatāda b. Diʿāma zurück, die schon aṭ-Ṭabarī in seinem Korankommentar verarbeitet hat.
Die sagenumwobene Steinplatte (al-balāṭa as-saudāʾ) neben dem Felsen ist der Ort, wo das Gebet am verdienstvollsten ist; sie gehört zu den besonders verehrten Stätten, die im Laufe der Zeit im Felsendom und in dessen nächster Umgebung entstanden sind. Wenn man das Gebet an der Nordseite des Felsens verrichtet, so vereint man beide Gebetsrichtungen: die alte aus der medinensischen Zeit Mohammeds nach Jerusalem und die Kaaba.
Die Fortführung der jüdischen Tradition im islamisch-eschatologischen Denken, das eng mit dem Ort verbunden ist, kann im arabischen Schrifttum über die Vorzüge der heiligen Stätten in Jerusalem mehrfach beobachtet werden. Ibn al-Muraǧǧā erwähnt in seinem oben genannten Werk einen interessanten Bericht, der auf Kaʿb al-Aḥbār, einen zum Islam konvertierten Juden in der Zeit Mohammads, zurückgeführt wird:

„Kaʿb al-Aḥbār fiel unter den Büchern eine Schrift in die Hände, in der es hieß:

Īrūšalāyim, das heißt Jerusalem, der Felsen, den man Altar (haikal) nennt: ich werde zu dir meinen Diener ʿAbd al-Malik entsenden, der dich dann aufbauen und reichlich verzieren wird. Wahrlich, ich werde nach Jerusalem seinen ersten König zurückführen und ihn mit Gold, Silber und Perlen krönen. Wahrlich werde ich zu Dir meine Schöpfung entsenden und auf dem Felsen meinen Thron aufstellen, denn ich bin Gott, der Herr und David ist der König der Söhne Israels.“

Der in der jüdischen Tradition wurzelnde und zum Islam konvertierte Kaʿb al-Aḥbār, der angebliche Vermittler dieser Prophezeiung, starb im Jahre 652 in Ḥimṣ als ʿAbd al-Malik sechs Jahre alt war und in Medina lebte. Der Vaticinium-ex-eventu-Charakter der Überlieferung bringt allerdings einen wesentlichen Aspekt im Verständnis der Baugründung im islamischen Schrifttum zum Ausdruck: für die Muslime im 11.–12. Jahrhundert, als al-Muraǧǧā und al-Wāsiṭī wirkten, war der Tempel Salomons und dessen Altar (haikal) mit dem Felsen, auf dem Gottes Thron stand, identisch.
Das Motiv war auch außerhalb der Lokalgeschichte bekannt. Bereits Muḥammad ibn Saʿd († 845) überlieferte eine ähnliche Prophezeiung nach Kaʿb al-Aḥbār, der nach das Volk (Umma) „des Siegels der Propheten“ (خاتم النبيين ḫātam an-nabiyyīna, nach Sure 33, Vers 40), d. i. Mohammed, den Tempel von Jerusalem (haikal bait al-maqdis) errichten wird.
Nach dem islamischen Dogma ist der Islam Erbe des wahren Judentums, in dessen Mittelpunkt der im Jahre 70 n. Chr. zerstörte Tempel stand. Die Juden verloren ihr Heiligtum, da sie ihre Propheten töteten. Die Muslime dagegen haben den Tempelberg nicht nur erobert, sondern den Tempel in seiner alten Pracht wieder errichtet. Der frühe Koranexeget Muqātil ibn Sulaimān († 767) bringt in seinem Korankommentar diesen dogmatischen Grundgedanken deutlich zum Ausdruck; nach der Zerstörung des Tempels durch die Römer blieb die Anlage bis zum Islam in Ruinen zurück. Dann haben die Muslime den Tempel wieder aufgebaut. Noch spätere Autoritäten der Koranexegese greifen auf diese Aussage von Muqātil zurück; Abū Muḥammad al-Baġawī († 1222) modifiziert allerdings die alte Überlieferung: „Der Tempel blieb bis zum Kalifat von ʿUmar ibn al-Ḫaṭṭāb zerstört. Auf seine Anordnung haben ihn dann die Muslime wieder errichtet.“

## Varia

### Der Felsendom in der Rezeptionsgeschichte der Architektur
Nach den gegenwärtigen Forschungsergebnissen, die sowohl die islamischen Historiographen als auch die Lokalhistoriker Jerusalems bestätigen, war ʿAbd al-Malik b. Marwān der Erbauer der Kuppel über dem Felsen, wobei er sich der byzantinischen Architektur und Baukunst, ferner einiger Baumeister griechischen Ursprungs bediente. Die architektonische Gesamtkonzeption ähnelt der zwischen 525 und 547 errichteten Kirche von San Vitale in Ravenna und der Rotunde in der Grabeskirche, errichtet gegen 348 unter Constantinus, in Jerusalem.
Nach dem gegenwärtigen Forschungsstand wird angenommen und nunmehr durch weitere archäologische Funde bestätigt, dass der Felsendom in seinem Gesamtkonzept keine umayyadische Innovation darstellt, sondern zur Gruppe von weiteren lokalen, byzantinischen Gedenkstätten gerechnet werden muss. Nach der Freilegung und architektonischen Erfassung der Reste der sog. Kathisma-Kirche an der alten Route zwischen Jerusalem und Bethlehem, einer gegen 456 errichteten Kirche zur Zeit des Heiligen Theodosios, ist ein weiterer architektonischer Vorläufer des Felsendoms identifiziert worden. Auch die Kathisma-Kirche ist oktogonal errichtet, und in ihrem Mittelpunkt steht ein Felsen, an dem Maria, der apokryphen christlichen Überlieferung zufolge, auf dem Weg nach Bethlehem von Geburtswehen geplagt, sich ausruhte und aus den Früchten und dem Saft einer Palme neue Kräfte schöpfen konnte. Im Mosaikboden ist eine Palme mit Früchten freigelegt worden. Da die Episode auch im Koran aufgegriffen wird (Sure 19, Vers 23–26), ist die Kirche bereits im frühen 8. Jahrhundert sowohl von Christen als auch von Muslimen als Pilgerstätte aufgesucht worden; auf jene Zeit ist die Erweiterung des Oktogons mit einem Miḥrāb datiert.
In vielerlei Hinsicht diente der Felsendom wiederum der bereits vor 813 vollendeten Aachener Marienkirche als bauliche Vorlage. Nach Notger von Lüttich († 1008) hat Karl der Große die Kirche nach dem Beispiel „des hochweisen Salomo (sapientissimi Salamonis)“ errichten lassen. Die Bauidee geht auf Alkuin (735–804), den wichtigsten Berater Karls, zurück, der den Wunsch geäußert hatte, „im Jerusalem des ersehnten Vaterlandes“ (d. i. Aachen), „wo der Templer des sehr weisen Salomon mit Kunstfertigkeit für Gott errichtet wird“. Entsprechend beschreibt der aus Aachen stammende und in Basel wirkende Kleriker Wilhelm Tzewers († 1477–1478) als Pilger im Heiligen Land in seinem Reisebericht Initerarius terre sancte den Felsendom und sieht ihn in Verbindung mit der Marienkirche.
Inwieweit der Felsendom zu anderen monumentalen Bauten architektonisch in Beziehung steht, ist in architekturgeschichtlichen Forschungen der Gegenwart indes umstritten.
In Samarra steht das Mausoleum von drei abbasidischen Kalifen, dessen Gründung auf das Jahr 862 zurückgeht. Diese al-Qubba aṣ-ṣulaibīya (aṣ-Ṣulaibiyya-Kuppel) als Mausoleum ist vom deutschen Archäologen Ernst Herzfeld identifiziert worden. Die erste Beschreibung des Baus geht auf K. A. C. Creswell (1940), zurück. Die Form der Anlage brachte er erstmals mit dem Felsendom in Zusammenhang. Wie der Felsendom ist der Bau als oktogonales Ambulatorium mit einem Kuppeldach konzipiert. Seine Errichtung geht auf die christliche Mutter des Kalifen al-Muntaṣir bi-ʾllāh († 862) zurück, die die Grabstätte ihres Sohnes durch den Bau, wie es bei aṭ-Ṭabarī heißt, „deutlich sichtbar machen“ wollte. Hier sind auch al-Muʿtazz bi-ʾllāh († 869) und sein Nachfolger al-Muhtadī bi-ʾllāh († 870) beigesetzt worden. Der Historiker aṭ-Ṭabarī spricht in diesem Zusammenhang lediglich von einer Grabstätte (maqbara), beschreibt aber die damals ungewöhnliche Form des Mausoleums nicht. Dies dürfte durch die damals noch fehlende Terminologie für Begräbnisstätten zu erklären sein. In der Forschung wird auch angenommen, dass der Bau möglicherweise das älteste Mausoleum eines schiʿitischen Imāms darstellt.

### Der zwischen Himmel und Erde schwebende Felsen
Der andalusische Rechtsgelehrte und Korankommentator Ibn al-ʿArabī al-Maʿāfirī († 1148 in Fès) besuchte im Jahre 1093 Jerusalem. Nach der Rückkehr in seine Heimat verfasste er seinen umfangreichen Kommentar zum Muwaṭṭaʾ von Mālik ibn Anas, in dem er über die Bedeutung des folgenden Koranverses rätselte:

„Und wir haben Wasser in einem (begrenzten) Maße vom Himmel herabkommen und in die Erde eindringen lassen“

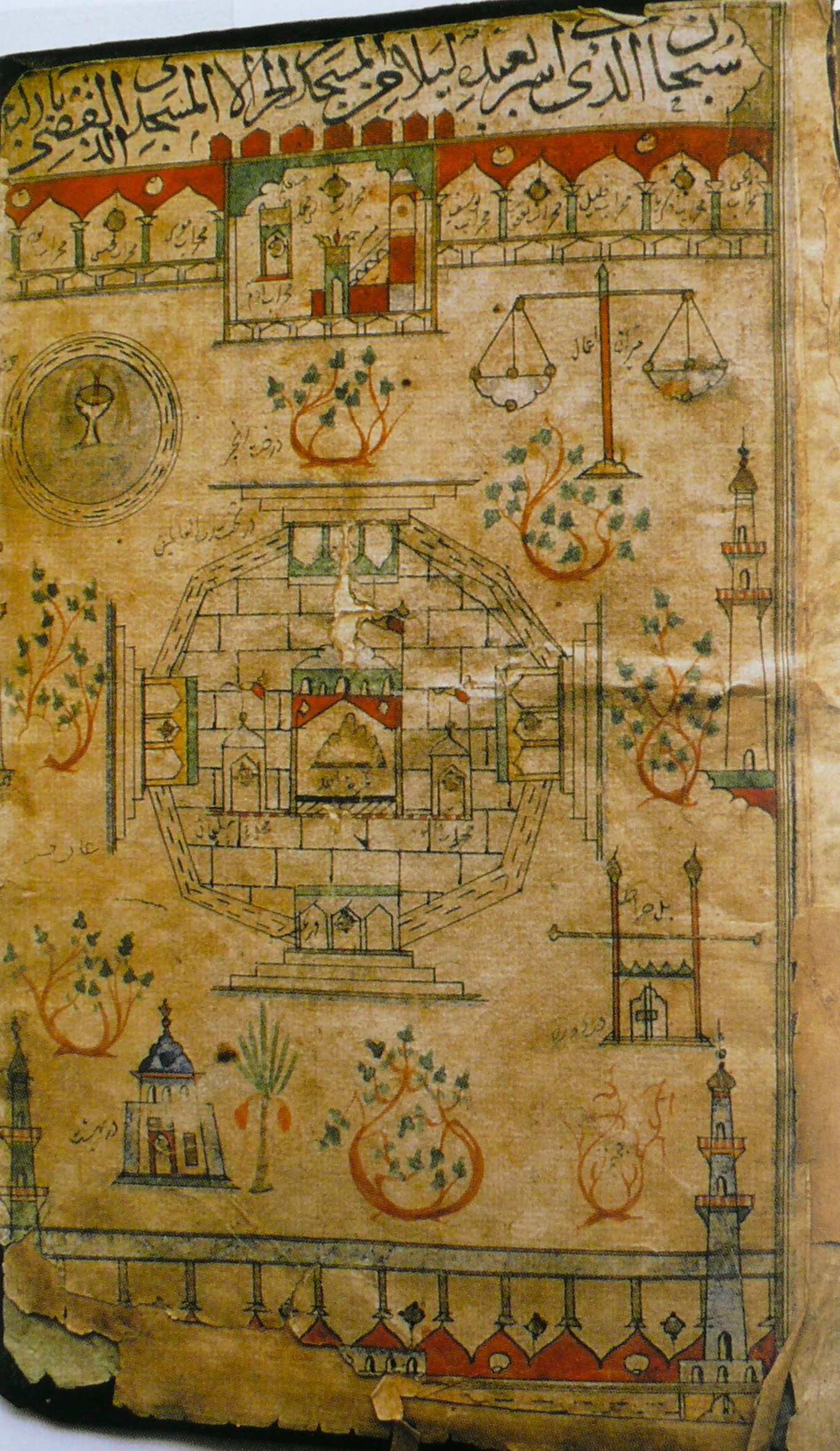
Sayyid ʿAlī al-Ḥusainī: Kitāb Šauq-nāma: Zeichnung des Felsendoms mit dem „schwebenden“ Felsen

In der Auslegung des Wortes Wasser referiert er vier Interpretationen; in der vierten Variante schreibt er:
„man sagt (auch): alle Wasser des Himmels befinden sich in einem Hohlraum unter dem Felsen von Bait al-Maqdis. Der Felsen gehört zu Gottes Wundern auf Erden. Denn es ist ein Felsen, der sich in der Mitte der al-Aqsa-Moschee (sic) bewegt. Er hat sich von allen Seiten losgelöst und nur Er hält ihn fest, der auch den Himmel festhält, damit er nur mit Seiner Erlaubnis auf die Erde stürzt …“
Nachdem er seine Furcht überwunden hatte, die Höhle unter dem Felsen zu betreten, berichtet er an derselben Stelle seines Werkes:
„eine Weile hielt ich inne, aber bald fühlte ich mich verpflichtet, (doch) einzutreten. Da sah ich das Wunder aller Wunder: wenn du in allen Richtungen an der Wand entlang gehst, merkst du, daß die Höhle von allen Seiten von der Erde losgelöst ist und nichts von der Erde ist mit ihr verbunden …“
Der Verfasser und Zeichner eines 49 Folios umfassenden Buches mit 24 Zeichnungen über die Stationen der Pilgerrouten nach Mekka, ein gewisser Sayyid ʿAlī al-Ḥusainī, dessen Biographie unbekannt ist, enthält auch eine Zeichnung über den Felsendom (siehe Abbildung), in dessen Mittelpunkt der von der Erde entrückte Felsen innerhalb des Baus steht. Als Überschrift der Zeichnung steht Sure 17, Vers 1 des Korans. Gemäß Vorwort hielt sich der Verfasser im Jahre 1559 in Mekka auf und fertigte dort seinen bebilderten Reisebericht an.
Diese von Ibn al-ʿArabī mitgeteilte Legende war auch dem Damaszener Gelehrten ʿAbd al-Ġanī ibn Ismāʿīl an-Nābulusī (* 1641; † 1731), der im März 1690 mit seinen Schülern und Freunden nach Jerusalem reiste, bekannt. Für ihn ist der schwebende Felsen die deutliche Bestätigung für Mohammeds Himmelfahrt, der durch den „runden Bau“ (d. i. der Felsendom) nicht verdeckt werden kann. In seinem Reisebericht Ḥaḍratu ʾl-unsiyya fī r-riḥlati ʾl-Qudsiyya referiert er den obigen Bericht von Ibn al-ʿArabī durch die Vermittlung von al-Ḥalabī († 1634), dem Verfasser einer Prophetenbiographie. ʿAbd al-Ġanī setzt seinen Bericht mit folgender, in ihrem Inhalt einzigartigen Beschreibung fort:
„es hat den Anschein, aber Gott weiß es am besten, daß diesen Bau um den Felsen die Franken (d. i. die Kreuzfahrer: ifranǧ) nach der Einnahme von Jerusalem errichteten, damit diese großartige Erscheinung, in dem die Stärke des Islams sich manifestiert, nicht überlebt […] Die Franken nahmen Jerusalem zum ersten Mal im Jahre 1099, sieben Jahre nach Ibn al-ʿArabīs Besuch in der Stadt, ein. Es ist wahrscheinlich, daß sie, die Franken, diesen Bau um den Felsen errichtet haben; damit versteckten sie dieses deutliche Zeichen für die Würde des Islam als die glänzende Allmacht Gottes als sie sich des Landes bemächtigten. (Sie taten dies) nachdem sie Kenntnis darüber erlangt haben, was in der Öffentlichkeit bekannt war: daß unser Prophet Mohammad (Gott segne ihn und schenke ihm Heil) als er in der Nacht der Himmelfahrt zum Himmel emporstieg, der Felsen ebenfalls (mit ihm) hinaufsteigen (wollte), den aber die Engel zurückhielten, so daß er zwischen Himmel und Erde stehen blieb. Dies ist das größte Wunder unseres Propheten (Gott segne ihn und schenke ihm Heil), das die Wahrhaftigkeit seiner Prophetie und Botschaft bis zum Tage der Auferstehung bestätigt. Die Franken leugnen das, er (der Felsen) aber bestätigt ihre Lüge. Sie haben ihn durch diesen Bau, den sie errichtet haben, vor den Augen der Menschen versteckt. Gott weiß es am besten. Auf jeden Fall war aber ihre Absicht, den Felsen zu verbergen und zu verachten.“
Aus dem obigen Bericht von an-Nābulusī geht hervor, dass die Legende über den zwischen Himmel und Erde schwebenden Felsen auf eine ältere Quelle zurückgeht. Denn er nennt einen gewissen al-Ḥanbalī und dessen Geschichtswerk, der mit dem in Jerusalem wirkenden Koranexegeten und Historiker Muǧīr ad-Dīn al-ʿUlaymī, ʿAbd ar-Raḥmān ibn Muḥammad al-Ḥanbalī (* 1456; † 1522) identisch ist. an-Nābulusī schreibt:
„al-Ḥanbalī berichtet im Geschichtswerk (taʾrīḫ): es ist allgemein bekannt, daß der Felsen zwischen Himmel und Erde aufgehängt ist. Man erzählt, daß der Felsen in diesem Zustand geblieben ist, bis eine schwangere Frau darunter stieg. Als sie dort in die Mitte gelangte, fürchtete sie sich und verlor ihr Kind. Daraufhin baute man um den Felsen diesen runden Bau, so daß er vor den Augen der Menschen verborgen blieb.“ Da das Geschichtswerk von al-ʿUlaymī nicht erhalten ist, ist dieser Bericht aus dem frühen 16. Jahrhundert gegenwärtig nur durch die Vermittlung von an-Nābulusī bekannt.
Die bei Ibn al-ʿArabī belegte Beschreibung des Felsens als Interpretation von Sure 23, Vers 18 hat vergleichbare Motive auch in früheren Ḥadīthen, die die oben genannten Lokalhistoriker gesammelt und ihre Werke aufgenommen haben. Abū Bakr al-Wāsiṭī führt Traditionen über die Beschreibung des Felsen in einem eigens dafür gewidmeten Kapitel an. So lässt man Mohammed in einer Tradition sprechen: „Alle Flüsse, die Wolken, Meere und Winde entspringen unterhalb des Felsens von Jerusalem.“ Einer weiteren Tradition zufolge haben die Flüsse Syrdarja, Amudarja, Euphrat und der Nil ihre Quellen unterhalb des Felsens.

### Die Moschee des Felsens
Ein weiterer Felsen wird während der islamischen Pilgerfahrt besonders verehrt. Am Fuße des Berges von ʿArafa sind zwei große Granitblöcke in einer kleinen Moschee integriert, die man ǧāmiʿ aṣ-ṣaḫra, die Moschee des Felsens, nennt. Der islamischen Überlieferung nach soll Mohammed auf einem dieser Granitblöcke am zweiten Tag der Pilgerfahrt die Formel „hier bin ich, Herrgott, zu Deinen Diensten“ (labbayka allāhumma labbaika) gesprochen haben. Der britische Naturforscher und Orientalist Richard Francis Burton, der 1853 an der Pilgerfahrt teilnahm, beschreibt diese kleine Einfriedung nebst einer von ihm angefertigten Zeichnung in seinem Personal Narrative of a Pilgrimage to El-Medinah and Meccah (Chap. xxix, S. 214) und erwähnt die zahlreichen Verehrer dieser Granitblöcke, in deren Nähe sich auch eine nach Mekka ausgerichtete Gebetsnische befindet. An solchen Gedenkorten, die mit Handlungen Mohammeds in Zusammenhang gebracht werden, erfährt der Gegenstand – hier der Felsen – eine besondere Verehrung.